# Winston Churchill
Sir Winston Leonard Spencer Churchill (30 tháng 11 năm 1874 – 24 tháng 1 năm 1965) là một chính khách, binh sĩ và cây bút người Anh. Ông từng hai lần giữ cương vị Thủ tướng Vương quốc Anh: lần một từ năm 1940 đến năm 1945 trong Thế chiến thứ hai, và lần hai từ năm 1951 đến năm 1955. Ngoại trừ từ năm 1922 đến năm 1924, ông ngồi ghế Nghị sĩ (MP) từ năm 1900 đến năm 1964, đại diện cho tổng cộng 5 khu vực bầu cử thuộc Vương quốc Anh. Với hệ tư tưởng ngả về chủ nghĩa tự do kinh tế và chủ nghĩa đế quốc, ông là thành viên của Đảng Bảo thủ suốt phần lớn sự nghiệp trên chính trường, thậm chí từng lãnh đạo đảng này từ năm 1940 đến năm 1955. Ngoài ra, ông tham gia Đảng Tự do từ năm 1904 đến năm 1924.
Churchill chào đời tại Oxfordshire trong gia đình Spencer giàu sang và quyền quý, mang cả gốc Anh lẫn Mỹ. Ông gia nhập Quân đội Anh vào năm 1895, từng tham chiến tại Ấn Độ thuộc Anh, Sudan, và Nam Phi, nổi tiếng với vai trò phóng viên chiến sự và những hồi ký kể lại cuộc chiến. Ông được bầu làm MP Bảo thủ vào năm 1900, song từ bỏ để gia nhập Đảng Tự do vào năm 1904. Dưới chính phủ Tự do thời H. H. Asquith, Churchill được bổ nhiệm làm Chủ tịch Ban Giao thương và Bộ trưởng Nội vụ. Trong giai đoạn này, ông lên tiếng đòi cải cách hệ thống nhà tù và an ninh xã hội cho người lao động. Giữ chức Đệ nhất Đại thần Hải quân hồi Thế chiến thứ nhất, ông là người chịu trách nhiệm chính cho Chiến dịch Gallipoli; song sau khi rõ ràng đây là một thảm bại hoàn toàn, Churchill bị giáng xuống chức Tướng quốc Lãnh địa Công tước Lancaster. Ông xin từ chức vào tháng 11 năm 1915 để gia nhập trung đoàn Royal Scots Fusilier ở Mặt trận phía Tây trong vòng 6 tháng. Năm 1917, ông quay về phục vụ cho chính phủ thời David Lloyd George, kiêm nhiệm chức Bộ trưởng Đạn dược, Quốc vụ khanh Chiến tranh, Quốc vụ khanh Không quân, và Quốc vụ khanh Thuộc địa. Ông được giao phó phận sự giám sát Hiệp định Anh-Ireland và chính sách đối ngoại của Đế quốc Anh ở Trung Đông. Sau hai năm ngồi ghế Nghị viện, ông được phong chức Bộ trưởng Ngân khố dưới chính phủ Bảo thủ thời Stanley Baldwin.
Nghỉ công vụ trong "những năm tháng hoang dại" hồi thập niên 30, Churchill dẫn đầu nỗ lực kêu gọi chính phủ tái vũ trang quân đội để phòng ngừa chủ nghĩa quân quốc đang trỗi dậy ở Đức Quốc xã. Khi Thế chiến thứ hai nổ ra, ông được tái bổ nhiệm chức Đệ nhất Đại thần Hải quân. Tháng 5 năm 1940, ông nối gót Neville Chamberlain nhậm chức Thủ tướng Anh, sau đó giám sát đốc thúc nỗ lực chiến tranh của phe Đồng minh chống lại phe Trục, thành quả là chiến thắng vào năm 1945. Sau khi Đảng Bảo thủ thất cử trong cuộc tổng tuyển cử năm 1945, Churchill trở thành Lãnh đạo phe Đối lập trong nghị viện Anh. Trong thời kỳ Chiến tranh Lạnh, ông đã ra thông cáo nổi tiếng rằng, một "bức màn sắt" đã buông xuống vì ảnh hưởng sâu rộng của Liên Xô ở Đông Âu, đồng thời liên tục nhấn mạnh sự đoàn kết của toàn thể châu Âu. Giữa hai nhiệm kỳ Thủ tướng, ông chắp bút viết nhiều hồi ký thời chiến và vinh dự nhận Giải Nobel Văn học vào năm 1953. Ông thất cử chức Thủ tướng năm 1950, song tái nhiệm vào năm 1951. Chính phủ nhiệm kỳ hai của Churchill hầu hết phải giải quyết các vấn đền liên quan đến đối ngoại, đặc biệt là quan hệ song phương Anh-Mỹ và những di sản của Đế quốc Anh sau khi Ấn Độ giành độc lập. Về đối nội, Churchill chú trọng vào các chính sách xây dựng nhà ở, cũng như hoàn thành dự án chế tạo bom hạt nhân được khởi xướng bởi người tiền nhiệm. Do sức yếu, ông thôi chức Thủ tưởng vào năm 1955 nhưng vẫn giữ một ghế MP trong Nghị viện cho tới năm 1964. Churchill qua đời vào năm 1965; một lễ quốc tang đã được cử hành để tưởng nhớ ông.
Được công nhận rộng rãi là nhân vật lịch sử cực kỳ quan trọng của thế kỷ 20, Churchill vẫn rất nổi tiếng ở các nước Anh ngữ, những nơi coi ông như một thủ lĩnh thời chiến lỗi lạc đã góp phần bảo vệ nền tự do dân chủ của châu Âu trước nguy cơ chủ nghĩa phát xít lan rộng. Tuy vậy, bên cạnh một số lỗi lầm thời chiến, ông cũng hứng chịu nhiều chỉ trích vì tư tưởng đế quốc chủ nghĩa và quan điểm phân biệt chủng tộc của mình .

## Đầu đời

### Tuổi thơ và giáo dục: 1874–1895

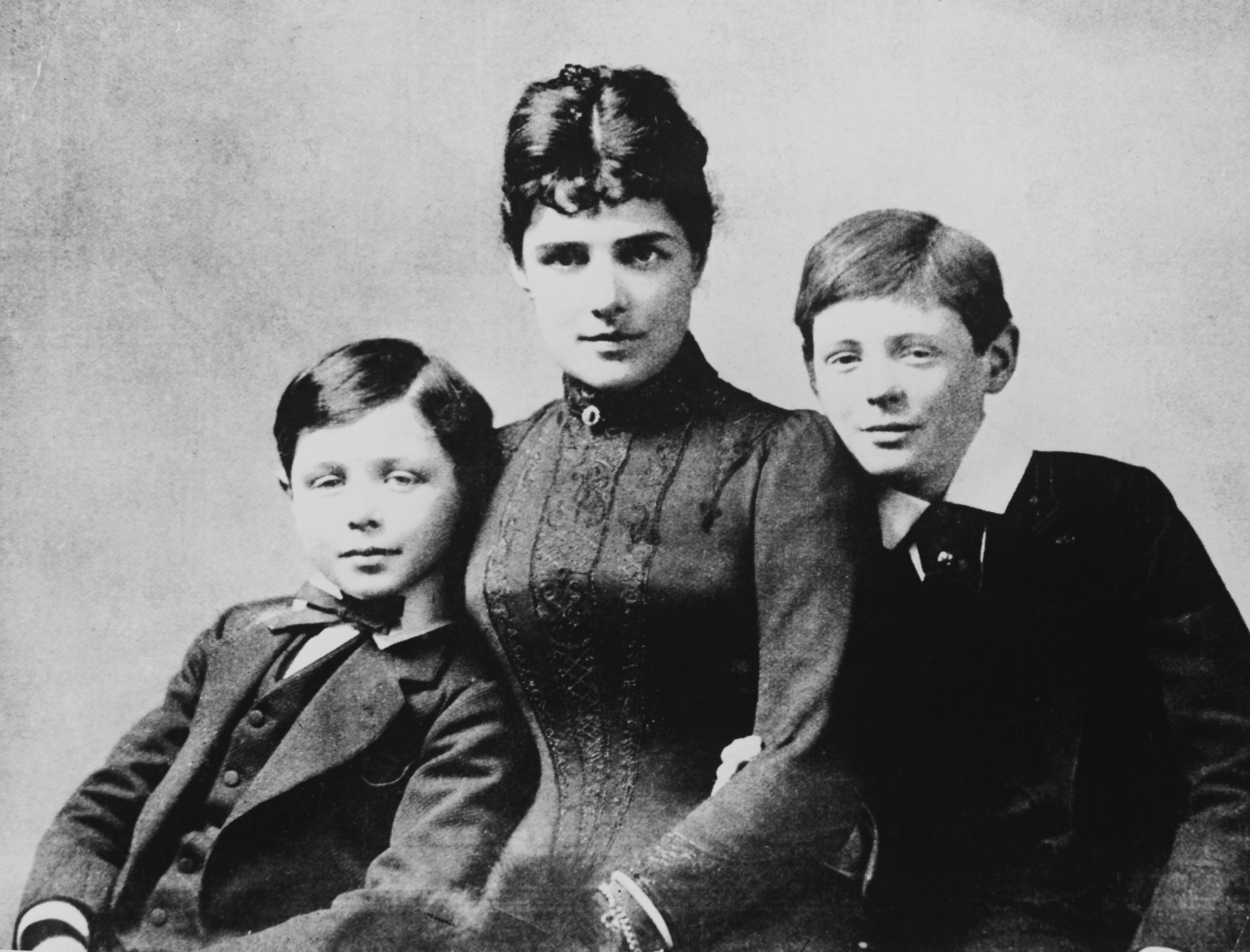
Jennie Spencer Churchill chụp cùng hai cậu con trai, Jack (trái) và Winston (phải), vào năm 1889.

Churchill chào đời ngày 30 tháng 11 năm 1874 tại ngôi nhà lâu đời của dòng họ, Cung điện Blenheim ở Oxfordshire. Dòng dõi phía nội của Churchill là quý tộc Anh, theo đó ông là hậu duệ trực tiếp của Đệ nhất Công tước xứ Marlborough. Cha ông, Lord Randolph Churchill, là đại biểu của Đảng Bảo thủ, từng được ứng cử làm Nghị sĩ (MP) của Woodstock vào năm 1873. Mẹ ông, Jennie, là con gái của Leonard Jerome, một doanh nhân người Mỹ giàu có.
Năm 1876, ông nội của Churchill, John Spencer-Churchill, Đệ thất Công tước xứ Marlborough, được bổ nhiệm làm Phó vương Ireland, lãnh thổ mà bấy giờ vẫn thuộc Vương quốc Liên hiệp Anh-Ireland. Randolph trở thành thư ký riêng của Spencer-Churchill và cả gia đình chuyển đến sống ở Dublin. Em trai ông, Jack, chào đời tại đây vào năm 1880. Vào những năm 1880, Randolph và Jennie trở nên xa cách nhau, việc nuôi nấng hai anh em do vậy được đảm nhận bởi bảo mẫu Elizabeth Everest. Khi bà mất vào năm 1895, Churchill kể lại rằng "cô ấy là người bạn gần gũi và trìu mến nhất của tôi trong suốt 20 năm cuộc đời".
Năm lên 7, Churchill bắt đầu học nội trú ở Trường St George tại Ascot, Berkshire, song học không giỏi và nhiều khi tỏ thái độ xấu. Năm 1884, ông chuyển tới học tại Trường Brunswick ở Hove, nơi thành tích học tập khá lên ít nhiều. Tháng 4 năm 1888, lúc 13 tuổi, ông suýt soát vượt qua bài kiểm tra đầu vào của Trường Harrow. Cha Churchill muốn con trai mình sẵn sàng cho binh nghiệp, nên ba năm cuối cấp ở Harrow được dành để rèn luyện quân sự cho Churchill. Sau hai nỗ lực bất thành để vào được Học viện Quân sự Hoàng gia, Sandhurst, ông rốt cuộc được nhận ở lần thứ ba, trở thành học viên sĩ quan kỵ binh kể từ tháng 9 năm 1893. Cha ông không may qua đời vào tháng 1 năm 1895, một tháng sau khi Churchill đỗ Sandhurst.

### Cuba, Ấn Độ, và Sudan: 1895–1899

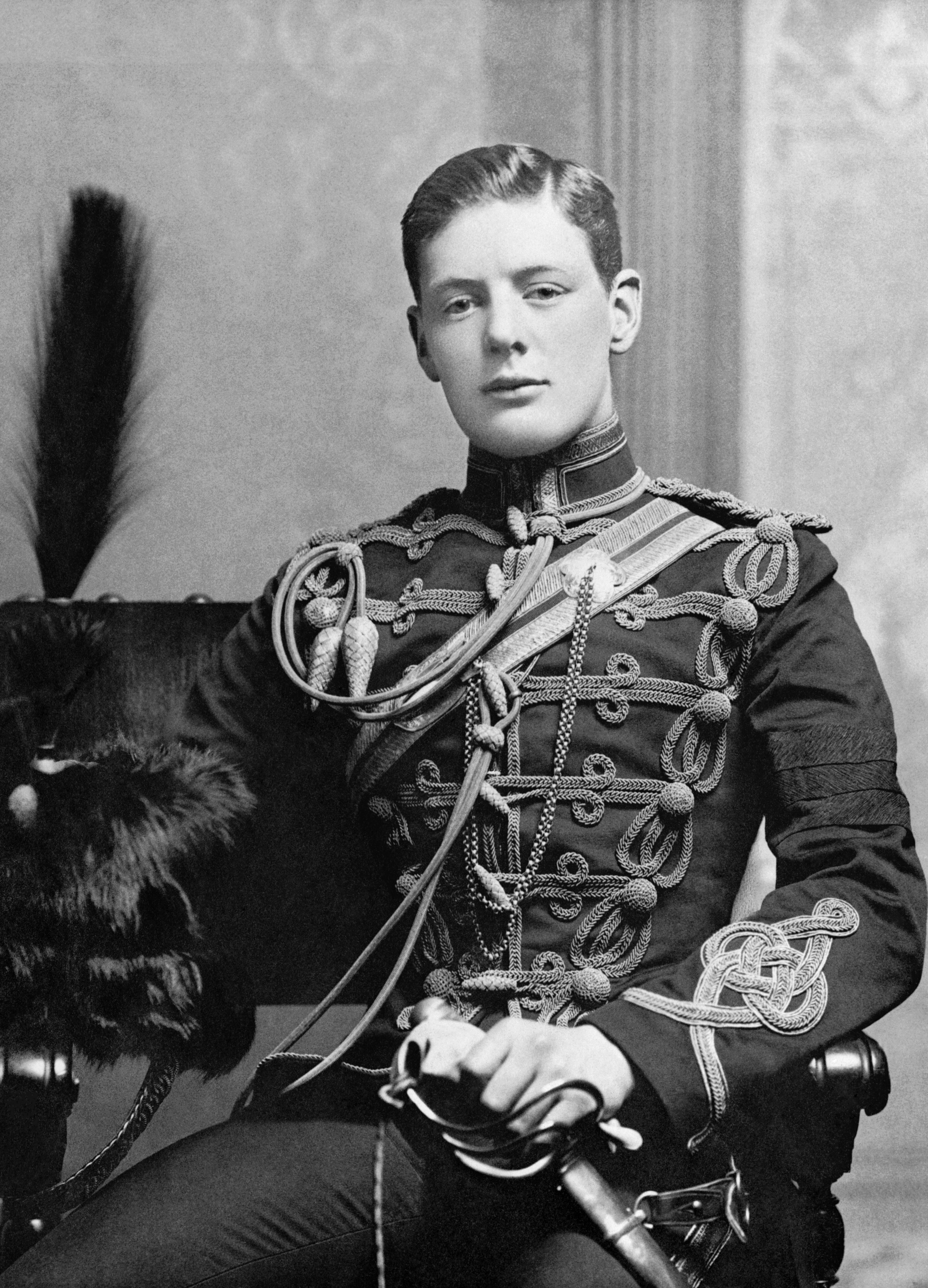
Churchill vận quân phục của Trung đoàn Hussar 4 tại Aldershot vào năm 1895.

Tháng 2 năm 1895, Churchill được ủy nhiệm làm thiếu úy của Trung đoàn Hussar 4 thuộc Quân đội Anh, đặt bản doanh tại Aldershot. Do rất muốn tận mắt chứng kiến cảnh quân đội hành động, ông lợi dụng ảnh hưởng của mẹ để được ra ngoài chiến trường. Mùa thu năm 1895, Churchill đồng hành cùng Reggie Barnes tới Cuba để quan sát cuộc chiến tranh giành độc lập ở đây, đồng thời giúp đỡ quân đội Tây Ban Nha đàn áp các chiến sĩ độc lập. Churchill gửi báo cáo chiến sự cho tờ Daily Graphic ở London. Sau đó, ông tiếp tục du hành tới Thành phố New York, và với sự ngưỡng mộ Hoa Kỳ lớn lao, đã viết thư gửi mẹ rằng "người Mỹ quả là một dân tộc phi thường!". Tháng 10 năm 1896, Churchill cùng đoàn Hussar đổ bộ Bombay, đóng quân ở Bangalore. Trong 19 tháng lưu trú ở Ấn Độ, ông đã tới thăm Calcutta ba lần và tham gia các đoàn viễn chinh tới Hyderabad và North West Frontier.
Ở Ấn Độ, Churchill bắt đầu quá trình tự học, nghiền ngẫm các tác phẩm của Platon, Edward Gibbon, Charles Darwin và Thomas Babington Macaulay do mẹ ông gửi. Hai mẹ con ông cũng thường xuyên trao đổi thư từ với nhau. Vì muốn tìm hiểu về chính trị, ông đã yêu cầu mẹ gửi cho cuốn niên giám The Annual Register. Trong một bức thư năm 1898, ông đã giãi bày quan điểm tôn giáo của mình với người mẹ kính yêu như sau: "Con không chấp nhận Kitô giáo hay bất cứ một hình thức tín ngưỡng nào khác". Tuy Churchill đã được rửa tội bởi Giáo hội Anh, song theo chia sẻ thì ông đã trải qua giai đoạn chống-Kitô hiểm độc thời niên thiếu, khiến ông hoài nghi về sự tồn tại của Thiên Chúa khi lớn lên. Trong một bức thư khác gửi anh em họ, ông đã gọi tôn giáo là "thứ thuốc mê khoái khẩu", đồng thời đề cao Kháng Cách giáo hơn Công giáo La Mã vì cho rằng đó là "một bước gần hơn đến Lý lẽ".
Hứng thú với công việc của nghị viện Anh, Churchill tuyên bố bản thân là "đảng viên Tự do chỉ trên danh nghĩa", vì rằng ông sẽ không đời nào chấp thuận sự ủng hộ của Đảng Tự do đối với nền độc lập tự chủ của Ireland. Thay vào đó, ông đã chọn ủng hộ cánh dân chủ Tory của Đảng Bảo thủ. Trên đường về nhà, ông dừng chân tại Claverton Down, gần Bath, để đọc một bài diễn văn thay mặt Liên minh Primrose thuộc Đảng Bảo thủ cho công chúng lắng nghe; đây cũng là diễn văn chính trị đầu tiên của ông. Kết hợp hai lập trường bảo thủ và cải lương, ông ủng hộ một nền giáo dục phi-giáo phái và thế tục, song phản đối quyền bầu cử của phụ nữ.
Churchill tình nguyện tham gia Lực lượng Malakand của Bindon Blood trong chiến dịch càn quét phiến quân Mohmand ở Thung lũng Swat phía tây bắc Ấn Độ. Blood chấp nhận với điều kiện Churchill phải làm phóng viên chiến sự; đánh dấu khởi đầu cho nghiệp viết lách của ông. Ông quay về Bangalore vào tháng 10 năm 1897 và viết cuốn The Story of the Malakand Field Force, nhận được nhiều đánh giá tích cực. Ông cũng sáng tác một cuốn tiểu thuyết lãng mạn Ruritania có nhan đề là Savrola. Churchill cứ lúc nào rảnh là chắp bút viết, nhất là vào những khoảng thời gian ông không giữ chức vụ nào trên chính trường; Roy Jenkins gọi đó là "toàn bộ thói quen" của Churchill. Viết lách là thứ che chở ông khỏi căn bệnh trầm cảm định kỳ, hay "con chó ma" theo cách gọi của ông.
Sử dụng các mối liên lạc ở London, Churchill nhận chức trung úy của đoàn Thương kỵ 21 của Tướng Kitchener đang được điều đến Sudan, đồng thời cũng đóng góp các bài viết cho tờ The Morning Post. Sau khi tham chiến tại Trận Omdurman vào ngày 2 tháng 9 năm 1898, Đoàn Thương kỵ 21 nhận lệnh thoái lui. Tháng 10 cùng năm, Churchill về Anh và chắp bút viết cuốn The River War, một hồi ký chiến tranh được xuất bản vào tháng 11 năm 1899; đây cũng là thời điểm ông quyết định rời quân ngũ. Churchill tỏ ra khá bất bình đối với các hành động của Kitchener trong cuộc chiến, nhất là vì ông này đã đối xử không nhân đạo đối với những người lính địch bị thương, hơn nữa còn bất nhã mạo phạm lăng mộ của Muhammad Ahmad ở Omdurman.
Ngày 2 tháng 12 năm 1898, Churchill khởi hành đi Ấn Độ để hoàn thiện thủ tục giải ngũ và xin thôi chức trong trung đoàn Hussar 4. Ông dành phần lớn thời gian ở đó chơi polo, môn bóng duy nhất mà ông yêu thích. Sau khi thôi chức, ông rời bến Bombay vào ngày 20 tháng 3 năm 1899, hướng về Anh với quyết tâm theo nghiệp chính trị.

### Chính trị và Nam Phi: 1899–1901

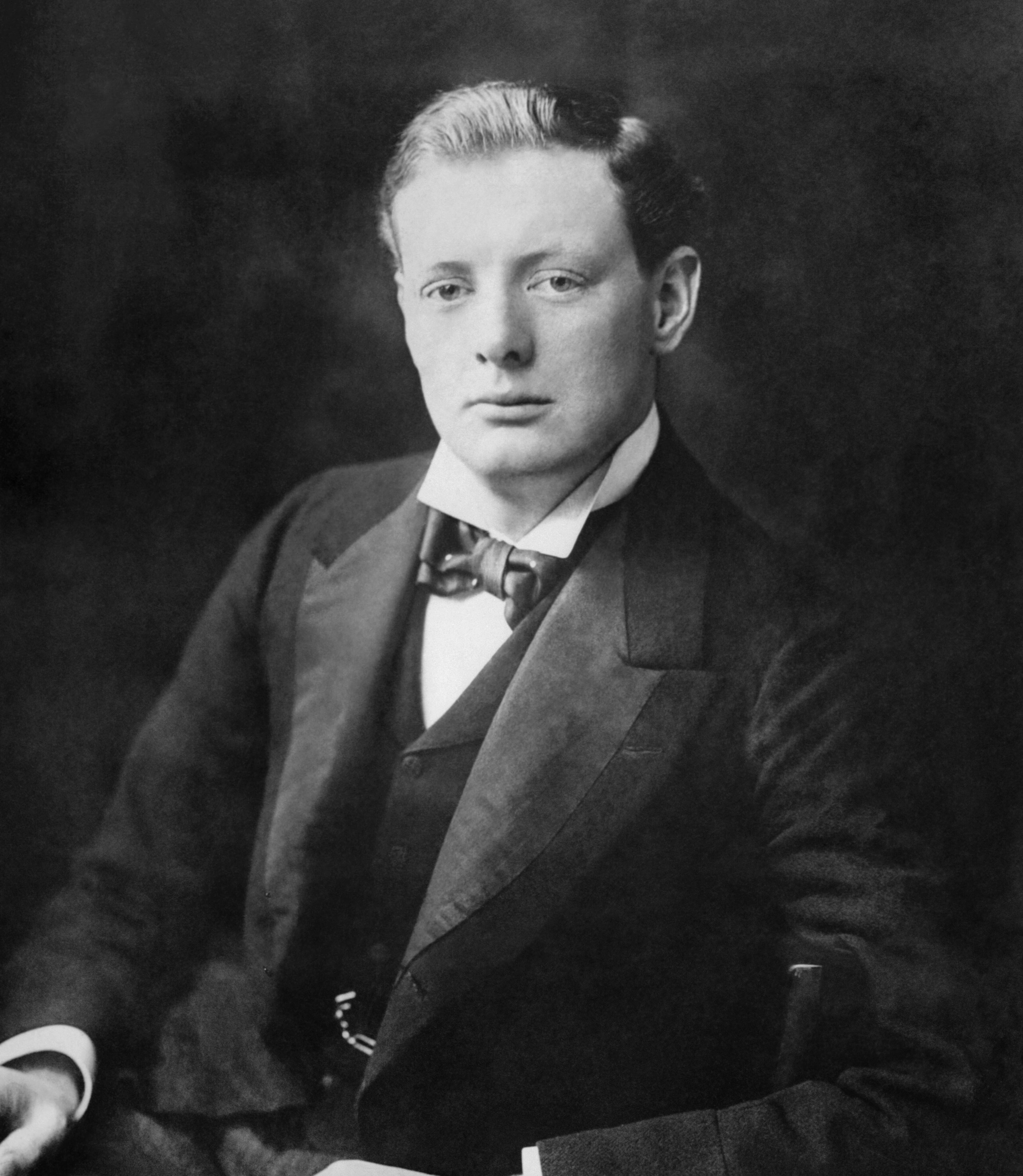
Chân dung Churchill năm 1900 quanh khoảng thời gian ông được bầu làm Nghị sĩ lần đầu tiên.

Kiếm tìm một sự nghiệp trong nghị viện, Churchill thường phát biểu tại các cuộc họp của Đảng Bảo thủ và được chọn làm một trong hai ứng cử viên nghị sĩ của đảng này cho cuộc bầu cử phụ tháng 6 năm 1899 ở Oldham, Lancashire. Trong khi vận động bầu cử tại đây, Churchill tự xưng là "một đảng viên Bảo thủ và Dân chủ Tory". Tuy Đảng Bảo thủ kiểm soát nhiều ghế Oldham, kết quả lại là một chiến thắng suýt soát của Đảng Tự do.
Nhận thấy Chiến tranh Boer thứ hai sắp nổ ra giữa Anh quốc và Cộng hòa Boer, Churchill giong buồm xuống Nam Phi với vai trò phóng viên của tờ The Morning Post do James Nicol Dunn chủ bút. Vào tháng 10, ông lữ hành đến vùng tranh chấp Ladysmith, không may rơi vào vòng vây của quân Boer, bèn đổi hướng đến Colenso. Sau khi con tàu ông đi bị trật ray do pháo kích của quân Boer, ông bị bắt giữ làm tù binh chiến tranh (POW) và bị áp giải tới trại tập trung ở Pretoria. Vào tháng 12, Churchill tẩu thoát và lẩn trốn những kẻ lùng sục bằng cách đi chui trên một chuyến tàu chở hàng rồi nấp trong một khu mỏ, rốt cuộc toàn mạng chạy sang được Mozambique thuộc Bồ Đào Nha. Cuộc tẩu thoát đáng nể của ông rất đình đám trên các mặt báo.
Tháng 1 năm 1900, ông tái nhập ngũ một thời gian ngắn, đảm chức trung úy của trung đoàn Khinh kỵ Nam Phi, tham gia cùng Redvers Buller để hóa giải Cuộc vây hãm Ladysmith và chiếm cứ Pretoria. Ông thuộc trong số những chiến sĩ Anh đầu tiên tới cả hai nơi. Ông và người anh họ, Đệ cửu Công tước Marlborough, đã đích thân buộc 52 lính gác Boer phải đầu hàng. Suốt cuộc chiến, ông công khai chỉ trích các định kiến chống-Boer, kêu gọi đối xử với họ bằng "sự rộng lượng và bao dung", và sau chiến tranh thì ông khuyên người Anh nên cảm thấy cao thượng về thắng lợi đó. Vào tháng 7, sau khi thôi chức trung úy, ông trở về Anh. Các trình thuật cho Morning Post của ông đã được xuất bản dưới nhan đề London to Ladysmith via Pretoria và bán rất chạy.
Churchill thuê một căn hộ ở Mayfair thuộc London, sống ở đó suốt 6 năm tới. Ông tiếp tục tranh cử với tư cách ửng cử viên Bảo thủ tại Oldham trong cuộc tổng tuyển cử tháng 10 năm 1900, giành được chiến thắng suýt soát và trở thành Nghị sĩ khi mới 25 tuổi. Cùng tháng đó, ông xuất bản cuốn Ian Hamilton's March, kể về trải nghiệm của ông khi còn ở Nam Phi, sau trở thành tâm điểm của chuyến du thuyết Anh, Mỹ và Canada vào tháng 11. Vì Nghị sĩ lúc đó không được trả lương, nên chuyến công du này là cần thiết. Ở Mỹ, Churchill gặp gỡ Mark Twain, Tổng thống McKinley và Phó Tổng thống Theodore Roosevelt; ông và Roosevelt không quá tâm đầu ý hợp. Vào mùa xuân năm 1901, ông còn sang Paris, Madrid và Gibraltar để thuyết giảng.

### Nghị sĩ Đảng Bảo thủ: 1901–1904

Churchill năm 1904 khi ông "vượt sàn", tức là bỏ đảng đang là thành viên để tham gia đảng đối lập.

Tháng 2 năm 1901, Churchill nhận ghế Hạ Nghị viện, với bài phát biểu nhậm chức được giới báo chí đặc biệt chú ý. Ông giao du với nhóm Bảo thủ có tên là Hughligans, song bất đồng với chính phủ Bảo thủ ở rất nhiều vấn đề, nhất là về ngân sách quốc phòng. Ông muốn chính phủ đầu tư tập trung vào hải quân. Ý kiến này đã làm phật lòng các nghị sĩ Bảo thủ thuộc hàng ghế trước song nhận được sự ủng hộ lớn của các đảng viên Tự do, những người mà Churchill ngày càng thân thiết, đặc biệt là cánh chủ nghĩa Đế quốc Tự do như H. H. Asquith. Với bối cảnh đó, Churchill sau này kể lại rằng ông "đã dần trôi về cánh tả" của chính trị nghị viện. Ông đã cân nhắc kín đáo về "việc sáng tạo dần dần, thông qua một quá trình tiến hóa, một cánh Dân chủ hoặc Cấp tiến với Đảng Bảo thủ", hay nói cách khác là ông có ý đồ thành lập một "Đảng Trung tâm" gắn kết giữa Bảo thủ và Tự do.
Tới năm 1903, rạn nứt giữa Churchill và Đảng Bảo thủ đã bộc lộ rõ hơn bao giờ hết, phần lớn vì ông phản đối chính sách bảo hộ kinh tế của họ. Trên danh nghĩa ủng hộ thương mại tự do, ông tham gia vào việc thành lập Liên minh Lương thực Miễn phí. Churchill cảm thấy sự thù hằn của các đảng viên sẽ cản trở ông có được một chức vị Nội các Bảo thủ. Mặt khác, Đảng Tự do lúc đó lại đang trên đà thăng tiến, thế nên sự bội đảng vào năm 1904 của Churchill có lẽ bắt nguồn một phần từ tham vọng chính trị của riêng ông. Ông bắt đầu hùa theo các lá phiếu Tự do chống chính phủ. Ví dụ, ông chống quyết định tăng chi tiêu quốc phòng của chính phủ; ủng hộ dự luật của phái Tự do nhằm khôi phục quyền pháp lý cho các công đoàn; và chống quyết định đánh thuế quan các sản phẩm nhập khẩu vào Đế quốc Anh, tự miêu tả bản thân là "kẻ ngưỡng mộ có chừng mực" các quy tắc của tự do thương mại. Tháng 10 năm 1903, chính phủ thời Arthur Balfour công bố pháp chế bảo hộ kinh tế. Hai tháng sau, do phẫn nộ trước các lời chỉ trích của Churchill, Hiệp hội Bảo thủ Oldham đã thông tin với ông rằng họ sẽ không hậu thuẫn ông trong cuộc tổng tuyển cử kế tiếp.
Tháng 5 năm 1904, Churchill phản đối Dự luật Ngoại kiều của chính phủ, được đề ra nhằm kiểm soát dòng di cư Do Thái vào Anh. Ông phát biểu rằng, dự luật sẽ "cổ súy định kiến thiển cận về người nước ngoài, định kiến chủng tộc về người Do Thái, và định kiến lao động về sự cạnh tranh" và ủng hộ "truyền thống bao dung và rộng lượng cũ về sự tự do nhập cư và tị nạn chính trị mà đất nước này bấy lâu vẫn noi theo và cực kỳ hưởng lợi". Ngày 31 tháng 5 năm 1904, ông "vượt sàn", bỏ Đảng Bảo thủ để ngồi bên phía Đảng Tự do trong Hạ Nghị viện.

## Nghị sĩ Đảng Tự do: 1904–1908

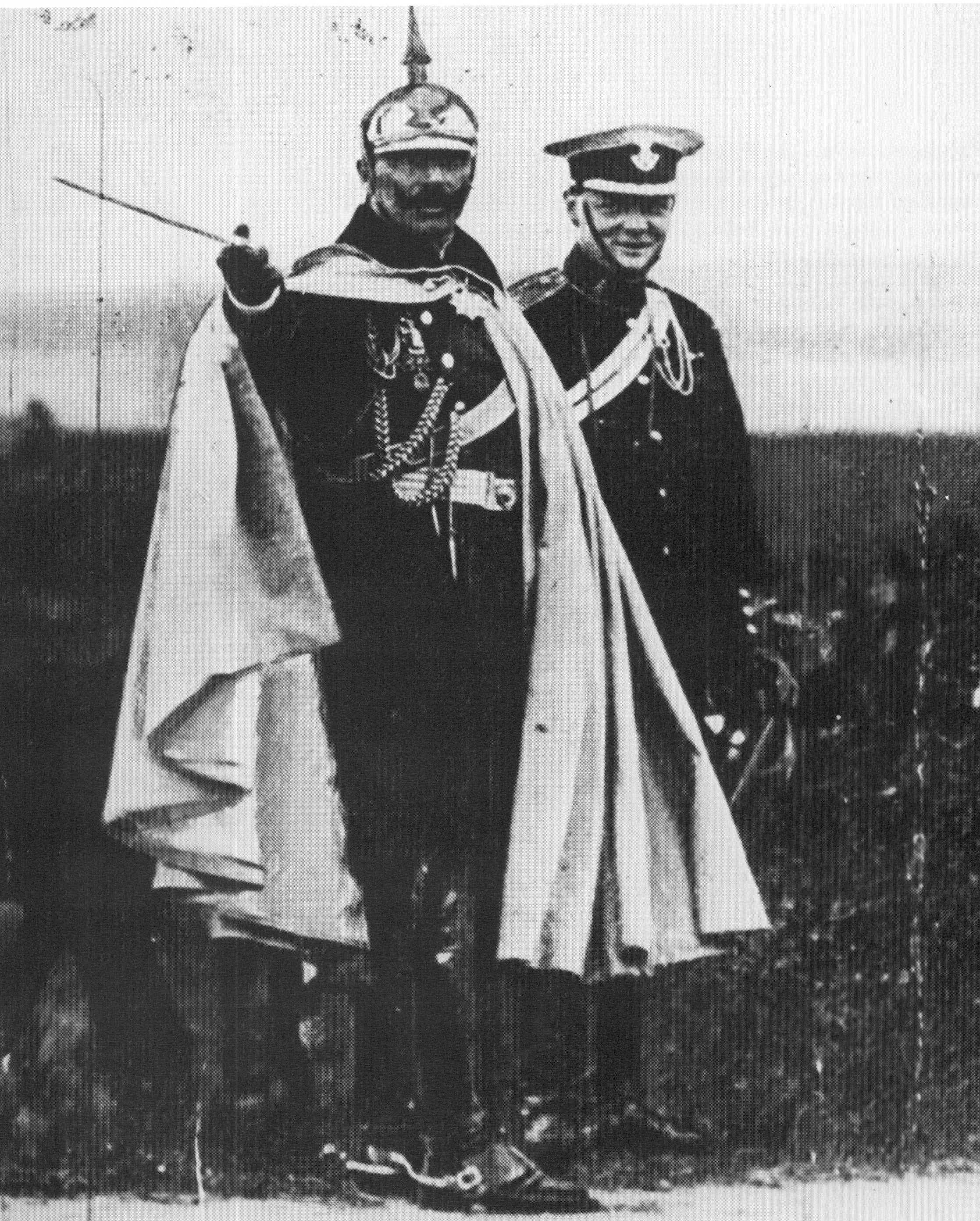
Churchill và Hoàng đế Đức Wilhelm II trong một buổi thao diễn quân sự gần Breslau, Silesia, năm 1906.

Với tư cách đảng viên Tự do, Churchill đả kích chính sách của chính phủ và xây dựng tên tuổi là người cấp tiến dưới trướng John Morley và David Lloyd George. Tháng 12 năm 1905, Balfour từ chức Thủ tướng và Vua Edward VII đã ngỏ ý mời lãnh đạo Đảng Tự do Henry Campbell-Bannerman lên thay thế. Hy vọng đảm bảo được đa số ghế trong Hạ Nghị viện, Campbell-Bannerman đã phát động một cuộc tổng tuyển cử vào tháng 1 năm 1906, với kết quả là chiến thắng của Đảng Tự do. Churchill đắc cử ghế nghị viện Tây Bắc Manchester. Cùng tháng đó, cuốn tiểu sử về cha ông được xuất bản; Churchill lĩnh £8,000 tiền thù lao trả trước. Tác phẩm được đón nhận tích cực. Trong khoảng thời gian này, tiểu sử về bản thân Churchill, viết bởi đảng viên Tự do Alexander MacCallum Scott, cũng được xuất bản.
Trong chính phủ mới, Churchill giữ chức Thứ Quốc vụ khanh của Văn phòng Thuộc địa, chức vụ nghị viện cấp thấp mà trước đó ông đã yêu cầu. Ông công tác dưới quyền Quốc vụ khanh Thuộc địa, Victor Bruce, Đệ cửu Bá tước Elgin, và chọn Edward Marsh làm thư ký riêng; Marsh gắn bó với công việc này trong suốt 25 năm. Nhiệm vụ đầu tiên của Churchill là trợ giúp thảo bản hiến pháp cho Transvaal; đồng thời quản đốc sự thành lập chính phủ Thuộc địa Sông Orange.  Đối với châu Phi, ông tìm phương án đảm bảo sự công bình giữa dân Anh và dân Boer. Churchill cũng công bố giảm thiếu dần dần sự cần thiết của lao động giao kèo Trung Quốc ở Nam Phi; vì lẽ ông và chính phủ cho rằng một lệnh cấm thẳng thừng sẽ khiến các thuộc địa không hài lòng và có thể gây phương hại đến nền kinh tế. Ông tỏ ra quan ngại trước quan hệ giữa thực dân châu Âu và thổ dân châu Phi; sau khi người Zulu kích động cuộc khởi nghĩa Bambatha ở Natal, Churchill đã chê trách sự "chém giết một cách đáng ghê tởm dân bản địa" của người châu Âu.

## Chính phủ thời Asquith: 1908–1915

### Chủ tịch Ban Giao thương: 1908–1910

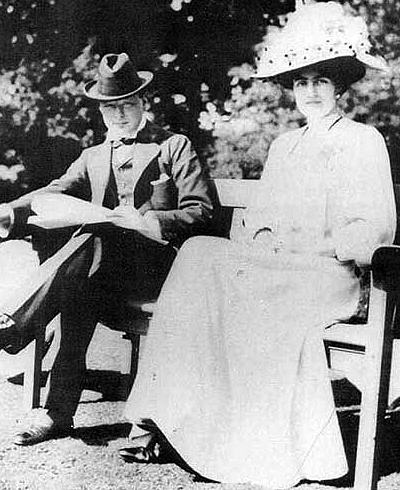
Churchill ngồi cạnh hôn thê Clementine Hozier, ít lâu trước khi cưới năm 1908.

Asquith kế nhiệm Thủ tướng Campbell-Bannerman vào ngày 8 tháng 4 năm 1908 và, bốn ngày sau, Churchill được bổ nhiệm làm Chủ tịch Ban Giao thương tiếp nối Lloyd George, người đã sang làm Bộ trưởng Tài chính. Mới 33 tuổi, Churchill là thành viên Nội các trẻ nhất vào năm 1866. Về mặt pháp lý, các bộ trưởng Nội các mới được bổ nhiệm bắt buộc phải tái ứng cử trong một cuộc bầu cử phụ; vào ngày 24 tháng 4, Churchill thất bại trước một ứng cử viên Bảo thủ ở cuộc bầu cử phụ khu vực Tây Bắc Manchester. Ngày 9 tháng 5, Đảng Tự do ủy thác cho ông ghế an toàn của Dundee, nơi mà ông chiến thắng suôn sẻ.
Về đời tư, Churchill hỏi cưới bà Clementine Hozier và chính thức kết hôn vào ngày 12 tháng 9 năm 1908 tại St Margaret's, Westminster, rồi dành tuần trăng mật ở Baveno, Venice, và Lâu đài Veverí ở Moravia. Họ chung sống ở số 33 Quảng trường Eccleston, London, và vào tháng 7 năm 1909 hạ sinh con gái đầu lòng, đặt tên là Diana. Churchill và Clementine gắn bó với nhau suốt 56 năm cho tới khi ông qua đời. Sự thành công trong hôn nhân của hai người họ, bắt nguồn từ tình yêu chung thủy của Clementine đối với Churchill, đã củng cố và đảm bảo hậu phương vững chắc cho sự nghiệp chính trị của ông.
Một trong những nhiệm vụ đầu tiên của Churchill trong nội các là hòa giải mâu thuẫn giữa những người thợ thuyền và chủ lao động trên Sông Tyne. Rút kinh nghiệm từ vụ này, ông đã thành lập Tòa án Trọng tài Thường trực để giải quyết các mâu thuẫn công nghiệp trong tương lai, xây dựng được uy tín như một người điều đình tài ba. Trong Nội các, ông cộng tác với Lloyd George để bênh vực cải cách xã hội. Ông tuyên truyền cái gọi là "mạng lưới can thiệp và điều tiết Quốc gia", phỏng theo mô hình của Đức lúc bấy giờ.
Tiếp nối công lao của Lloyd George, Churchill giới thiệu Đạo luật Tám tiếng Hầm mỏ, theo đó cấm thợ mỏ làm việc hơn tám tiếng một ngày. Ông cũng giới thiệu Đạo luật Thương mại, theo đó thành lập nhiều phòng Thương mại có thẩm quyền kiện tụng các chủ lao động bóc lột công nhân. Được thông qua bởi đa số nghị sĩ, đạo luật này đã đảm bảo mức lương tối thiểu và quyền được nghỉ ăn trưa cho công nhân. Tháng 5 năm 1909, ông đề xuất Đạo luật Trao đổi Lao động, qua đó thành lập hơn 200 sở lao động có chức năng hỗ trợ tìm việc làm cho người lao động. Ông cũng có sáng kiến về một phương án bảo hiểm cho người thất nghiệp với khoản tài trợ một phần từ nhà nước.
Để đảm bảo nguồn vốn cho cải cách, Lloyd George và Churchill công kích chính sách mở rộng hải quân của Reginald McKenna, từ chối viễn cảnh về một cuộc chiến không thể tránh khỏi với Đức. Trên cương vị Bộ trưởng Tài chính, Lloyd George đã trình bày bài luận "Ngân sách của Nhân dân" vào ngày 29 tháng 4 năm 1909, khẳng định rằng xóa bỏ đói nghèo chính là công việc của ngân sách chiến tranh. Với sự hậu thuẫn vững chắc của Churchill, Lloyd George đề xuất áp thuế thật mạnh tầng lớp giàu có nhằm tài trợ cho chương trình phúc lợi xã hội của Đảng Tự do. Ý kiến này bị phủ quyết bởi các đồng sự bên Đảng Bảo thủ, lúc đó đang thống trị Thượng Nghị viện. Nhận thấy chính sách cải cách bị đe dọa, Churchill trở thành chủ tịch của Liên minh Ngân sách (Budget League), và cảnh cáo rằng sự cản trở này của tầng lớp thượng lưu sẽ kích động nhân dân lao động Anh nổi dậy và dẫn đến chiến tranh giai cấp. Chính phủ kêu gọi tổng tuyển cử vào tháng 1 năm 1910, và kết quả là một chiến thắng suýt soát của Đảng Tự do; Churchill vẫn giữ ghế của Dundee. Sau cuộc bầu cử, ông đề xuất giải tán Thượng Nghị viên trong một bức thư báo cho nội các, gợi ý tiếp nối nó bằng một hệ thống nhất viện mới hẳn hoặc tái lập một nghị viện thứ cấp nhỏ hơn nhằm tước đi lợi thế bấy lâu của Đảng Bảo thủ trong Thượng viện Anh. Vào tháng 4, các Thượng Nghị sĩ mủi lòng cho phép thông qua Ngân sách của Nhân dân. Churchill tiếp tục vận động chống lại Thượng viện và hỗ trợ việc thông qua Đạo luật Nghị viện 1911, theo đó giảm thiểu và hạn chế quyền lực của Thượng viện.

### Bộ trưởng Nội vụ: 1910–1911
Tháng 2 năm 1910, Churchill trở thành Bộ trưởng Nội vụ, nắm quyền kiểm soát lực lượng cảnh sát và hệ thống nhà tù. Ông ngay lập tức thực thi chương trình cải cách nhà tù; đưa vào quy chế phân biệt tù nhân phạm tội và tù nhân chính trị, đồng thời nới lỏng các điều luật xoay quanh tù nhân chính trị. Biện pháp giáo dục bằng thư viện trong tù cũng được áp dụng, và các nhà tù bắt buộc phải tổ chức tạp kỹ giải trí ít nhất bốn dịp trong năm cho tù nhân. Luật biệt giam cũng được nới lỏng ít nhiều, và Churchill đề xuất bãi bỏ luật giam giữ những người không có khả năng trả phí phạt. Ông cũng bãi bỏ luật giam giữ các phạm nhân trong độ tuổi từ 16 đến 21, ngoại trừ những trường hợp nghiêm trọng. Trong nhiệm kỳ của mình, Churchill đã ân giảm 21 trong số 43 án tử hình đã được thông qua.
Một trong những vấn đề nhức nhối ở Anh lúc bấy giờ là quyền bầu cử của phụ nữ. Churchill ủng hộ điều này, song với điều kiện là phần đông cử tri nam giới cũng phải thuận theo. Giải pháp của ông là tổ chức một cuộc trưng cầu dân ý, song lại không được sự ủng hộ của Asquith và quyền bầu cử của phụ nữ vấn tiếp tục là chủ đề gây tranh cãi cho tới năm 1918. Nhiều nhà đấu tranh nữ quyền coi Churchill là kẻ thù của phong trào giành quyền bầu cử của họ, nên họ thường nhắm vào các cuộc họp của ông để biểu tình. Tháng 11 năm 1910, nhà đấu tranh Hugh Franklin đã tấn công Churchill bằng một cái roi; Franklin bị bắt giữ và giam cầm suốt sáu tuần.

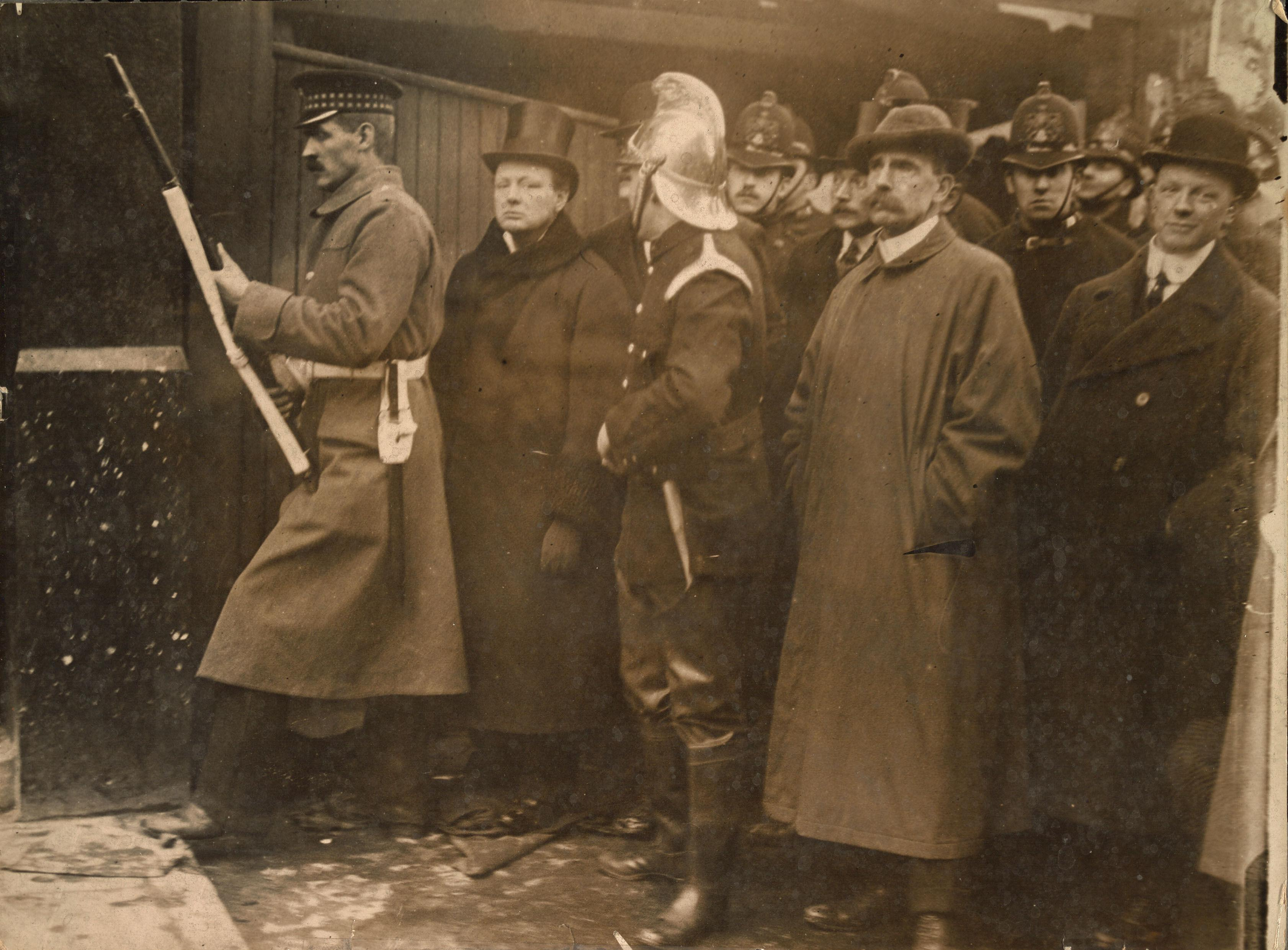
Churchill (thứ hai bên trái) mục kích cuộc vây bắt Phố Sidney.

Mùa hè năm 1910, bạo loạn Tonypandy nổ ra ở Thung lũng Rhondda vì thợ mỏ nơi đây bất bình với điều kiện làm việc tệ bạc. Cảnh sát trưởng của Glamorgan yêu cầu binh lính chi viện để giúp đỡ lực lượng địa phương dập tắt bạo loạn. Churchill, khi hay tin quân lính đã được cử đi, cho phép họ tiến tới Swindon và Cardiff, nhưng ngăn cản không cho triển khai tác chiến vì lo lắng đổ máu vô ích. Thay vào đó, ông cử 270 chiến sĩ cảnh sát London, không trang bị hỏa khí, tới trợ giúp các đồng sự Wales. Với sự kéo dài bạo loạn, ông đành cho phép người biểu tình chất vấn trọng tài công nghiệp trưởng của chính phủ, và những người biểu tình liền chấp nhận. Về phần mình, Churchill nhận xét rằng cả chủ lẫn công nhân của khu mỏ này đều "rất phi lý". The Times và các mặt báo khác cáo buộc ông còn quá mềm mỏng đối với những người biểu tình; trái lại thì các đảng viên của Đảng Lao động, có liên hệ với các công đoàn, lại phê phán ông là quá mạnh tay. Cũng từ đây mà Churchill bắt đầu phát sinh sự ngờ vực lâu dài đối với phong trào lao động nói chung.
Asquith kêu gọi tổ chức tổng tuyến cử vào tháng 12 năm 1910; các đảng viên Tự do đều tái đắc cử và Churchill vẫn giữ ghế an toàn của Dundee. Tháng 1 năm 1911, Churchill đã tận mắt chứng kiến cuộc vây bắt Phố Sidney, theo đó ba tên trộm người Latvia đã sát hại nhiều sĩ quan cảnh sát trước khi lẩn trốn trong một ngôi nhà ở khu East End của London; lực lượng cảnh sát đã mau chóng phong tỏa khu vực. Churchill đứng cùng cảnh sát song không trực tiếp điều hành chiến dịch này. Sau khi ngôi nhà bốc cháy ngùn ngụt, ông đã can ngăn các chiến sĩ cứu hỏa xông vào vì e sợ những tên trộm có vũ trang. Do không được cứu hộ, hai tên trộm đã chết bên trong. Tuy bị chỉ trích vì quyết định trên, ông phát biểu rằng "thà cho ngôi nhà cháy rụi, còn hơn là đánh đổi những mạng người Anh quý giá để cứu mấy thằng nhãi ác man ấy".

### Đệ nhất Đại thần Hải quân

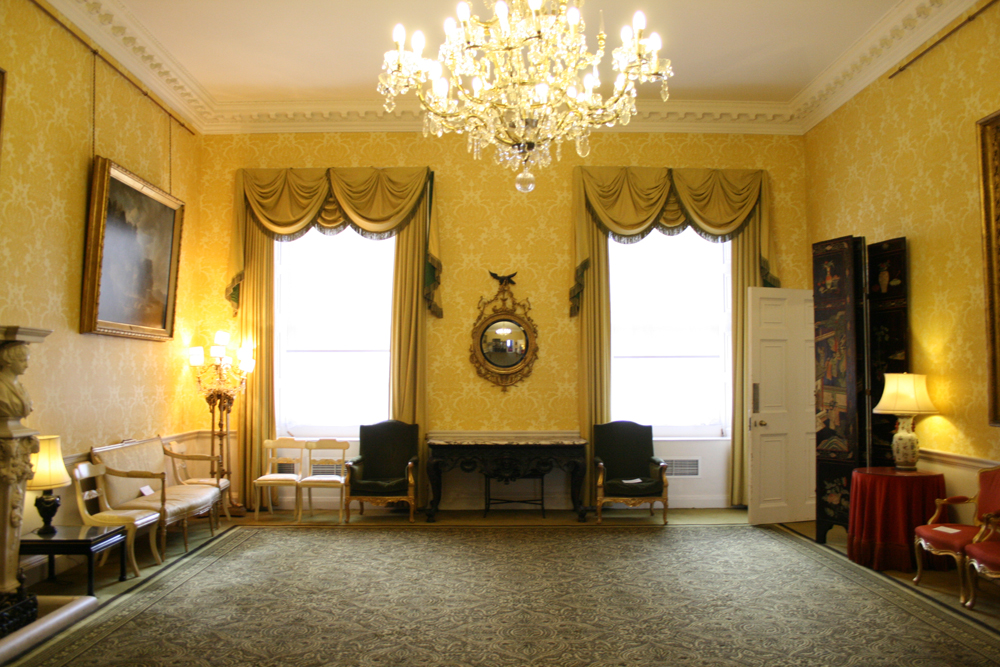
Nhà Đô đốc, nơi ở và làm việc của Churchill khi giữ chức Đệ nhất Đô đốc Đại thần từ năm 1911.

Tháng 10 năm 1911, Asquith bổ nhiệm Churchill chức Đệ nhất Đại thần Hải quân, và ông chính thức cư trú tại Nhà Đô đốc. Ông lập ra ban tham mưu chiến tranh và, trong hai năm rưỡi tới, tập trung nâng cao cảnh giác cho hải quân, đi thăm các quân trạm và quân cảng, tìm cách cải thiện nhuệ khí binh sĩ, đồng thời theo dõi sát sao sự phát triển của hải quân Đức. Sau khi chính phủ Đức thông qua Luật Hải quân 1912 nhằm đẩy mạnh sản xuất chiến thuyền, Churchill đã thề rằng: cứ một chiến thuyền mà người Đức đóng, Anh quốc sẽ đóng hai chiếc tương đương.
Churchill thúc bách tăng lương và xây dựng cơ sở giải trí cho sĩ quan hải quân, đẩy mạnh ngành đóng tàu ngầm, và quan tâm hơn đến lực lượng không quân thuộc Hải quân Hoàng gia, theo đó khuyến khích thử nghiệm để tìm ra cách vận dụng máy bay vào trong chiến đấu. Ông đề ra thuật ngữ "seaplane" (thủy phi cơ) và hạ lệnh lắp ghép 100 mẫu máy bay mới này. Một số đảng viên Tự do chống đối sự đầu tư của Churchill cho hải quân; vào tháng 12 năm 1913, ông dọa sẽ từ chức nếu yêu sách vào năm 1914–15, về việc đóng thêm bốn chiến hạm mới, không được thông qua. Tháng 6 năm 1914, ông thuyết phục Hạ viện bắt chính phủ phải mua 51 phần trăm trữ lượng dầu mỏ dôi thừa được sản xuất bởi Công ty Dầu mỏ Anh-Ba Tư, nhằm đảm bảo nguồn cung liên tiếp cho Hải quân Hoàng gia.
Vấn đề trọng điểm lúc bấy giờ ở Anh là sự tự chủ của Ireland và, vào năm 1912, chính phủ Asquith đã giới thiệu Đạo luật Tự trị Quê nhà. Churchill  ủng hộ và thúc đẩy Đảng Liên hiệp Ulster chấp thuận nó, vì lẽ ông không muốn chia cắt Ireland. Quan ngại rằng Ireland sẽ tách đôi, Churchill khẳng định: "Dù quyền của Ulster có là gì đi chăng nữa, nó không thể nào ngáng đường sự thống nhất phần còn lại của Ireland. Một nửa cái tỉnh không thể áp đặt phiếu phủ quyết vô hạn lên toàn quốc gia. Một nửa cái tính không thể cản trở mãi mãi sự hòa giải giữa hai nền dân chủ Anh và Ireland". Trước Hạ viện vào ngày 16 tháng 2 năm 1922, Churchill đã phát biểu: "Điều mà người Ireland trên toàn thế giới mong muốn nhất lúc này không phải là thù oán với đất nước ta, mà là sự thống nhất đất nước của họ". Sau đó, tuân theo quyết định của Nội các, ông tăng cường hiện diện của hải quân ở Ireland để đề phòng một cuộc nổi dậy của phái Liên hiệp. Muốn đi tới thỏa hiệp, Churchill gợi ý rằng Ireland nên tiếp tục liên bang với Vương quốc Anh, song điều này đã làm phật lòng Đảng Tự do và phái dân tộc chủ nghĩa Ireland.
Trên cương vị Đại thần Đô đốc, Churchill được giao phó việc giám sát nỗ lực chiến tranh của hải quân Anh khi Thế chiến thứ nhất nổ ra vào tháng 8 năm 1914. Cùng tháng đó, hải quân chuyên chở 120.000 lính Anh sang Pháp và phong tỏa các cảng Biến Bắc của Đức. Churchill cử tàu ngầm tới Biển Baltic để hỗ trợ Hải quân Nga và điều động Lữ đoàn Thủy quân đánh bộ tới Ostend, buộc Đức phải tái bố trí lực lượng. Vào tháng 9, Churchill nắm toàn quyền đối với hệ thống quốc phòng trên không của Anh. Vào ngày 7 tháng 10, Clementine sinh đứa con thứ ba, đặt tên là Sarah. Vào tháng 10, Churchill thẩm tra tuyến phòng thủ Antwerp của Bỉ trước nguy cơ bị Đức vây hãm, cam đoan sẽ chi viện kịp thời cho thành phố. Tuy nhiên, Antwerp thất thủ không lâu sau và Churchill đã bị chỉ trích khá nặng nề trên truyền thống vì vụ này. Song ông cho rằng hành động của mình đã giúp kéo dài cuộc kháng cự và cho phép Đồng minh chiếm được Calais và Dunkirk. Vào tháng 11, Asquith triệu tập Hội đồng Chiến tranh, bao gồm bản thân ông, Lloyd George, Edward Grey, Kitchener, và Churchill. Churchill sử dụng nguồn ngân sách Hải quân để hối thúc dự án phát triển xe tăng.
Churchill chuyển hướng chú ý sang mặt trận Trung Đông. Vì muốn giảm bớt áp lực cho quân Nga ở Kavkaz, ông vạch ra kế hoạch đánh Dardanellia để thu hút lực lượng Thổ Nhĩ Kỳ với hy vọng rằng, nếu thành công, thì người Anh có thể chiếm luôn Constantinopolis. Đề xuất này được thông qua, và vào tháng 3 năm 1915, lực lượng biệt kích Anh-Pháp nã pháo vào tuyến phòng thủ của Thổ Nhĩ Kỳ ở Dardanellia. Tháng 4 cùng năm, Lực lượng Viễn chinh Địa Trung Hải, bao gồm Quân đoàn Lục quân Úc và New Zealand (ANZAC), đổ bộ đánh chiếm Gallipoli. Cả hai chiến dịch thất bại ê chề và Churchill đã bị nhiều MP, nhất là từ Đảng Bảo thủ, đổ trách nhiệm lên đầu.
Vào tháng 5, Asquith đồng ý dưới áp lực từ nghị viện để lập ra chính phủ liên minh toàn đảng, song Đảng Bảo thủ chỉ tham gia nếu Churchill bị đào thải khỏi Văn phòng Hải quân. Churchill cố gắng biện hộ với Asquith và lãnh đạo Đảng Bảo thủ Bonar Law, song rốt cuộc vẫn bị giáng xuống chức Tướng quốc Lãnh địa Công tước Lancaster.

## Trở lại quân ngũ: 1915–1916

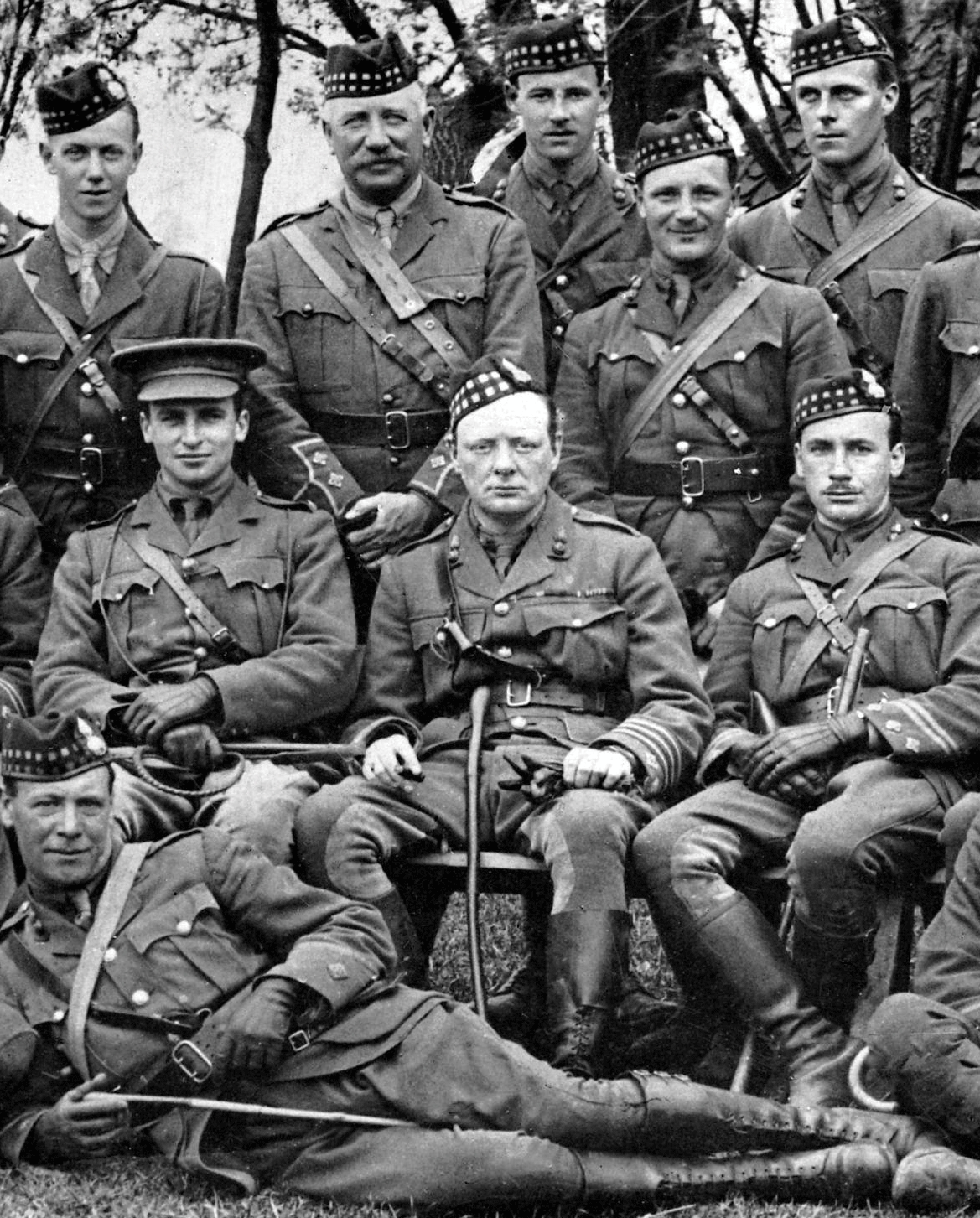
Churchill chỉ huy Tiểu đoàn 6, Trung đoàn Fusilier Scotland Hoàng gia, 1916. Cấp phó của Churchill, Archibald Sinclair, ngồi bên trái ông.

Ngày 25 tháng 11 năm 1915, Churchill xin từ chức nội các chính phủ, vẫn giữ ghế nghị viện. Asquith khước từ thỉnh cầu cho vị trí Toàn quyền Đông Phi thuộc Anh của Churchill.
Churchill quyết định nhập ngũ và được biên chế cho tiểu đoàn 2 thuộc Vệ binh Ném lựu đạn đóng ở Mặt trận phía Tây. Tháng 1 năm 1916, ông giữ tạm thời quân hàm trung tá và được bàn giao Tiểu đoàn 6 thuộc Trung đoàn Fusilier Scotland Hoàng gia. Sau một thời gian huấn luyện, tiểu đoàn được điều lên Mặt trận Bỉ gần Ploegsteert. Trong hơn ba tháng tiếp theo, họ hứng chịu pháo kích triền miên nhưng không phải đối đầu với cuộc tiến công nào từ quân Đức. Trong chuyến thăm của Đệ cửu Bá tước Marlborough, Churchill đã suýt mất mạng vì một mảnh đạn pháo rơi giữa hai người họ. Tháng 5 cùng năm, tiểu đoàn 6 Fusilier Scotland Hoàng gia được hợp nhất với sư đoàn 15. Churchill không yêu cầu vị trí chỉ huy mới mà xin phép rời khỏi chiến tuyến. Hàm trung tá tạm thời của ông mãn hạn vào ngày 16 tháng 5 năm 1916.
Quay về Hạ viện, Churchill lên tiếng về vấn đề chiến tranh, kêu gọi mở rộng lệnh gọi nhập ngũ cho cả người Ireland, công nhận rộng rãi hơn lòng anh dũng của binh lính, và phân phát mũ sắt cho binh lính trên tiền tuyến. Tháng 11 năm 1916, ông thảo bài luận "Ứng dụng tốt hơn sức mạnh cơ giới để đạt được công kích trên bộ ", song bị phớt lờ. Ông nản chí do phải ngồi hàng ghế sau, và bị đổ lỗi liên tiếp vì vụ Gallipoli, phần lớn từ các đài báo Bảo thủ. Churchill phân trần trước Ủy ban Dardanellia, và họ đã xuất bản báo cáo thanh minh cho ông.

## Chính phủ thời Lloyd George: 1916–1922

### Bộ trưởng Đạn dược: 1917–1919
Tháng 10 năm 1916, Asquith từ chức Thủ tướng và được thay thế bởi Lloyd George. Tháng 5 năm 1917, vị thủ tướng mới cử Churchill đi thanh tra nỗ lực chiến tranh của người Pháp. Tháng 7 cùng năm, Churchill được bổ nhiệm làm Bộ trưởng Đạn dược. Ông nhanh chóng đàm phán chấm dứt cuộc đình công ở nhà máy bên Sông Clyde, đồng thời đẩy mạnh sản xuất đạn dược. Trong thỉnh thư gửi Nội các vào tháng 10 năm 1917, ông đã vạch ra kế hoạch tấn công cho năm sau, điều rốt cuộc đã mang lại thắng lợi cho khối Đồng minh. Ông dập tắt một cuộc đình công nữa vào tháng 6 năm 1918, bằng cách dọa bắt công nhân phải nhập ngũ. Ở Hạ viện, Churchill đầu phiếu cho Dự luật Đại diện của Nhân dân 1918, cho phép một bộ phận phụ nữ Anh có quyền bầu cử. Tháng 11 năm 1918, bốn ngày sau khi Hòa ước được ký kết, đứa con thứ tư của Churchil, Marigold, chào đời.

### Quốc vụ khanh Chiến tranh và Không quân: 1919–1921

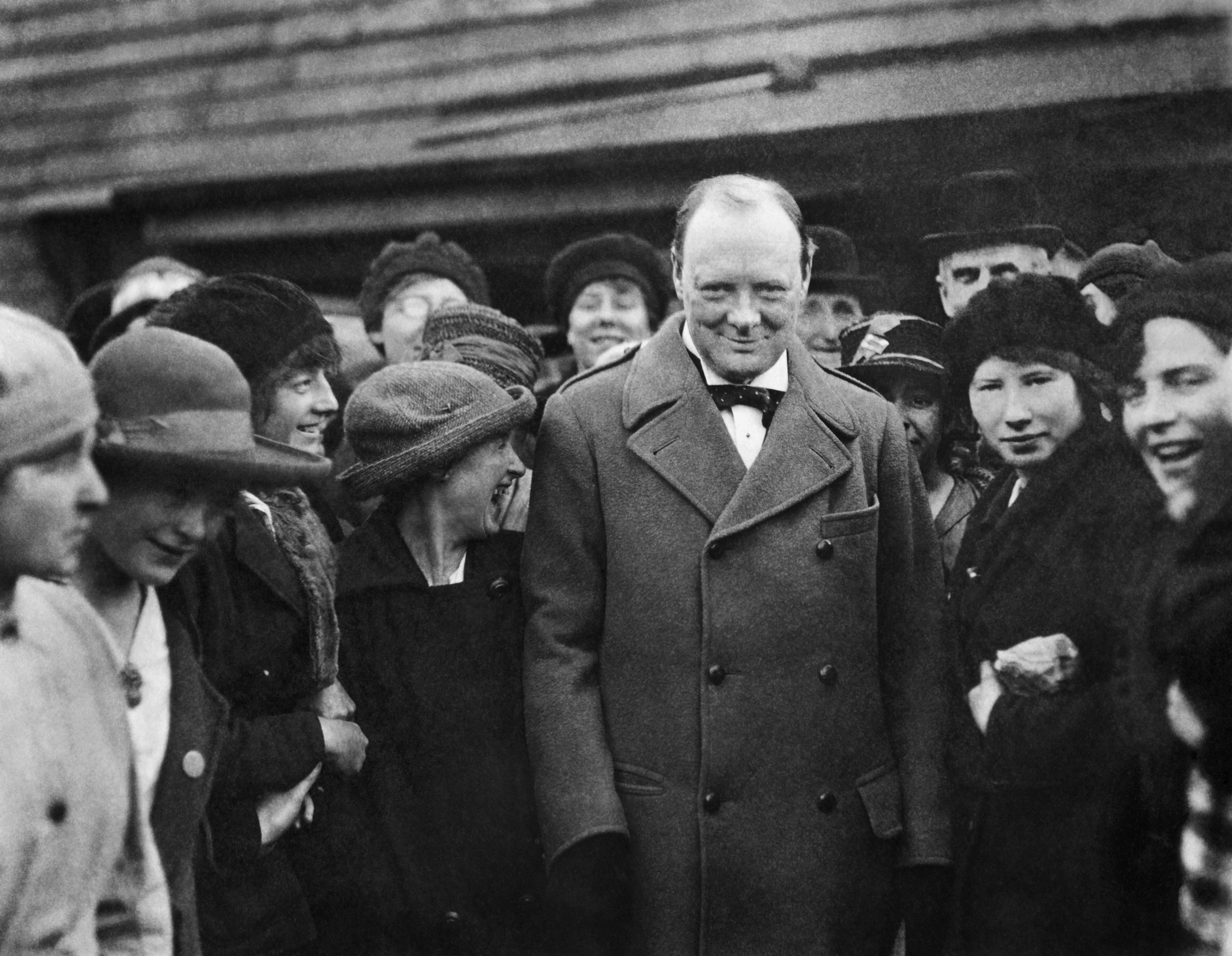
Churchill gặp mặt các công nhân nữ tại xưởng đạn dược Georgetown gần Glasgow vào tháng 10 năm 1918.

Với sự khép lại của cuộc chiến, Lloyd George kêu gọi tổng tuyển cử bắt đầu từ Thứ Bảy, ngày 14 tháng 12 năm 1918. Trong chiến dịch tranh cử, Churchill hô hào quốc hữu hóa đường sắt, kiểm soát chặt độc quyền, cải cách thuế, và thành lập Hội Quốc Liên. Ông trở lại ghế MP của Dundee và, tuy Đảng Bảo thủ chiếm thế thượng phong, Lloyd George vẫn giữ chức Thủ tướng. Tháng 1 năm 1919, Lloyd George thuyên chuyển Churchill sang công tác ở Văn phòng Chiến tranh, với vai trò vừa là Quốc vụ khanh Chiến tranh, vừa là Quốc vụ khanh Không quân.
Churchill chịu trách nhiệm giải ngũ Lục quân Anh, song ông đã thuyết phục Lloyd George giữ lại một triệu lính cho Quân đội Anh ở sông Rhine. Churchill là một trong số ít chính khách phản đối sự trừng trị mạnh tay đối với nước Đức bại trận, và ông đã góp ý rằng không nên giải giáp hoàn toàn Lục quân Đức mà phải tận dụng nhằm đề phòng mối đe dọa mới từ Nga Xô viết. Ông là đối thủ thắng thắn chống lại chính quyền cộng sản do Vladimir Lenin mới lập ra ở Nga. Ông ban đầu ủng hộ việc triển khai binh lính để giúp đỡ lực lượng Bạch vệ chống cộng trong Nội chiến Nga, song dần nhận ra rằng nguyện vọng của nhân dân Anh là đưa họ về nhà. Sau khi Xô viết giành thắng lợi, Churchill đề xuất thành lập một cordon sanitaire nhằm kìm hãm cuộc cách mạng Bolshevik, không cho nó lan rộng.
Trong Chiến tranh giành độc lập Ireland, ông tán thành cho tổ chức bán quân sự Black and Tans chiến đấu với quân cách mạng Ireland. Khi hay tin lực lượng Anh ở Iraq đụng độ với phiến quân Kurd, Churchill đã cử ngay hai sư đoàn đến chi viện, đề xuất trang bị cho họ khí mù tạt để "trừng trị bọn thổ dân ngang bướng mà không làm chúng bị trọng thương", song ý kiến này không được tiếp thu. Nhìn thoáng ra, ông cho rằng sự chiếm đóng Iraq đang làm khánh kiệt nước nhà và đề xuất, tuy bất thành, rằng chính phủ nên trao trả miền trung và nam Iraq về tay Thổ Nhĩ Kỳ.

### Quốc vụ khanh Thuộc địa: 1921–1922

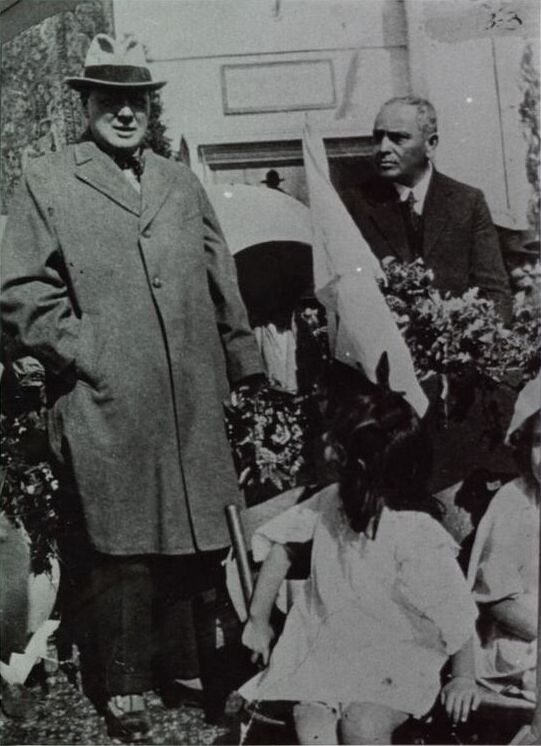
Quốc vụ khanh Thuộc địa Churchill thăm Lãnh thổ ủy trị Palestine, Tel Aviv, 1921.

Churchill trở thành Quốc vụ khanh Thuộc địa vào tháng 2 năm 1921. Vào tháng sau, bức tranh đầu tiên do ông vẽ được trưng bày khuyết danh ở một triển lãm tại Paris. Vào tháng 5, mẹ ông qua đời. Vào tháng 8, con gái Marigold hai tuổi của ông cũng qua đời do nhiễm trùng huyết. Cái chết của Marigold đã khiến vợ chồng Churchill suy sụp đáng kể và ông bị ám ảnh bởi bi kịch này suốt phần đời còn lại.
Churchill tham dự đàm phán với các thủ lĩnh Đảng Sinn Féin và góp sức thảo Hiệp ước Anh-Ireland. Ngoài ra, ông cũng chịu trách nhiệm giảm thiểu chi phí cho sự chiếm đóng Trung Đông, đồng thời hậu thuẫn cho hai vương triều Faisal I của Iraq và Abdullah I của Jordan. Trong thời gian này, Churchill tới thăm Lãnh thổ ủy trị Palestine và, với tư tưởng ủng họ chủ nghĩa phục quốc Do Thái, đã khước từ lời thỉnh cầu cấm người Do Thái nhập cư Palestine của người Ả-Rập Palestine. Tuy vậy, ông chấp nhận một số hạn chế theo sau cuộc bạo loạn Jaffa 1921.
Tháng 9 năm 1922, khủng hoảng Chanak khơi mào do Thổ Nhĩ Kỳ đe dọa đánh chiếm vùng trung lập Dardanelles, lúc bấy giờ đang nằm dưới sự kiểm soát của lực lượng trị an Anh đóng ở Chanak (hiện là Çanakkale). Churchill và Lloyd George ủng hộ kháng cự quân sự nhưng phần lớn Đảng Bảo thủ phản đối. Sự việc này đã kéo theo một cuộc tranh cãi nảy lửa, khiến Đảng Bảo thủ phải thoái lui khỏi chính phủ, rồi dẫn đến cuộc tổng tuyển cử tháng 11 năm 1922.
Cũng vào tháng 9, đứa con út của Churchill, tên là Mary, chào đời. Cùng tháng đó, ông mua ngôi nhà ở Chartwell, Kent. Tháng 10 năm 1922, Churchill phẫu thuật cắt ruột thừa, và trong khi ông nằm liệt viện, liên minh của Lloyd George đã bị giải tán. Trong cuộc tổng tuyển cử 1922, Churchill để mất ghế Dundee cho Edwin Scrymgeour. Ông tả hóm hỉnh mình lúc đó "không chức, không ghế, không đảng, và không ruột thừa". Dù vậy, ông vẫn được tôn vinh là một trong 50 Cộng sự Danh dự trên danh sách Danh dự Giải thể Nghị viện của Lloyd George vào năm 1922.

## Nghề nghiệp giữa hai cuộc chiến
Trong cuộc Tổng tuyển cử năm 1923, ông lại sát cánh cùng phe Tự do, và thua cử ở Leicester, nhưng vài tháng sau đó, ông lại quay sang Đảng Bảo thủ, mặc dù ban đầu sử dụng chiêu bài "Chống người xã hội" và là "người theo chủ nghĩa hợp hiến".
Chưa tới một năm sau, trong cuộc Tổng tuyển cử năm 1924, ông được bầu làm đại biểu cho vùng Epping với tư cách "người theo chủ nghĩa hợp hiến" và với sự hỗ trợ của Đảng bảo thủ (một bức tượng để vinh danh ông ở Woodford Green đã được dựng lên khi Woodford Green còn là một khu bên trong vùng bầu cử Epping). Năm sau đó, ông chính thức gia nhập Đảng bảo thủ, và gượng chống chế rằng "Bất kỳ ai đều có thể rời bỏ đảng, nhưng tất nhiên là cũng cần khá nhiều khéo léo để gia nhập trở lại."
Ông được chỉ định làm Bộ trưởng Tài chính năm 1924 dưới thời Stanley Baldwin và có nhiệm vụ phụ trách việc phục hồi hệ thống bản vị vàng đầy tai hại, khiến cho lạm phát, thất nghiệp, và những vụ đình công của công nhân mỏ nổi lên dẫn tới cuộc Tổng đình công năm 1926. Quyết định này đã khiến nhà kinh tế John Maynard Keynes phải viết cuốn sách "Những hậu quả kinh tế của Churchill", đưa ra lý lẽ chính xác rằng việc quay lại áp dụng bản vị vàng sẽ dẫn tới giảm phát kinh tế thế giới. Sau này Churchill coi đây là một trong những quyết định tồi nhất trong cuộc đời chính trị của ông. Để công bằng, cũng phải nói rằng ông không phải là một nhà kinh tế và rằng ông đã hành động theo lời khuyên của Thống đốc Ngân hàng Anh Quốc, Montagu Norman (Keynes đã nói về ông này, "Luôn rất quyến rũ, và luôn rất sai lầm.")
Trong cuộc Tổng đình công năm 1926, Churchill bị cho rằng đã đề xuất sử dụng súng máy để đối phó với những thợ mỏ đình công. Churchill làm chủ bút tờ báo của chính phủ, tờ British Gazette (Công báo Anh), và trong cuộc tranh luận ông đã đưa ra lý lẽ rằng "hoặc đất nước sẽ đập tan được cuộc Tổng đình công, hoặc cuộc Tổng đình công sẽ đập tan đất nước". Hơn nữa, ông tuyên bố trong cuộc tranh luận rằng Chủ nghĩa phát xít của Benito Mussolini đã "giúp đỡ cả thế giới", cho rằng nó có "một con đường để chiến đấu với những lực lượng có âm mưu lật đổ" - có nghĩa là, ông coi chế độ phải là một lực lượng bảo vệ chống lại mối đe doạ xâm nhập của cách mạng cộng sản. Ở một quan điểm, Churchill còn đi xa tới mức gọi Mussolini là "Thiên tài của Roma nhà lập pháp lớn nhất của loài người".
Chính phủ bảo thủ bị đánh bại tại cuộc Tổng tuyển cử năm 1929. Trong hai năm tiếp theo, Churchill tỏ vẻ ghẻ lạnh với ban lãnh đạo đảng Bảo thủ về những vấn đề thuế quan bảo hộ và phong trào đòi độc lập Ấn Độ, mà ông phản đối. Ông bôi nhọ người cha phong trào đòi độc lập Ấn Độ, Mahatma Gandhi, là "một thầy tu khổ hạnh bán khoả thân" người "cần phải bị đập cho một trận, trói chân tay vào cổng thành Delhi và sau đó mang ra cho một con voi lớn với vị phó vương cưỡi trên lưng giẫm đạp".
Khi Ramsay MacDonald thành lập Chính phủ quốc gia năm 1931, Churchill không được mời tham gia. Lúc ấy ông đang ở giai đoạn tồi tệ nhất về nghề nghiệp, giai đoạn được gọi là "những năm tháng thất lạc". Ông dành thời gian mấy năm tiếp sau đó để tập trung vào viết lách, gồm cuốn "Marlborough: Cuộc đời và thời đại" - một cuốn tiểu sử về tổ tiên ông là John Churchill, Quận công Marlborough thứ nhất - và "Một lịch sử của những người nói tiếng Anh" (cuốn này không được xuất bản mãi tới sau Chiến tranh thế giới thứ hai). Ông trở nên nổi tiếng nhất về những câu nói chống lại việc trao lại độc lập cho Ấn Độ (xem Ủy ban Simon và Đạo luật Chính phủ Ấn Độ 1935).
Dù vậy, sự chú ý của ông ngay lập tức chuyển sang sự nổi lên nhanh chóng của Adolf Hitler và những mối nguy từ việc tái vũ trang của nước Đức. Trong một thời gian, ông là người duy nhất kêu gọi nước Anh phải tự tăng cường sức mạnh nhằm chống lại tình trạng chuẩn bị chiến tranh của Đức. Churchill là một người chỉ trích mãnh liệt chính sách nhân nhượng của Neville Chamberlain đối với Hitler, dẫn đầu phe bảo thủ phản đối Hiệp ước München mà Chamberlain đã tuyên bố là "hoà bình trong thời đại của chúng ta". Ông cũng tuyên bố là người ủng hộ vua Edward VIII trong thời gian xảy ra cuộc khủng hoảng thoái vị, dẫn tới một số suy đoán rằng ông có thể được chỉ định làm Thủ tướng nếu nhà vua từ chối nghe lời khuyên của Baldwin và vì thế buộc chính phủ phải từ chức. Tuy nhiên, điều này đã không xảy ra và Churchill thấy mình bị cô lập về chính trị và bị bôi bác tới bầm dập trong khoảng thời gian sau đó.

## Thủ tướng thời chiến: 1940–1945

### Từ Dunkirk tới Trân Châu Cảng: tháng 5 năm 1940 – tháng 12 năm 1941

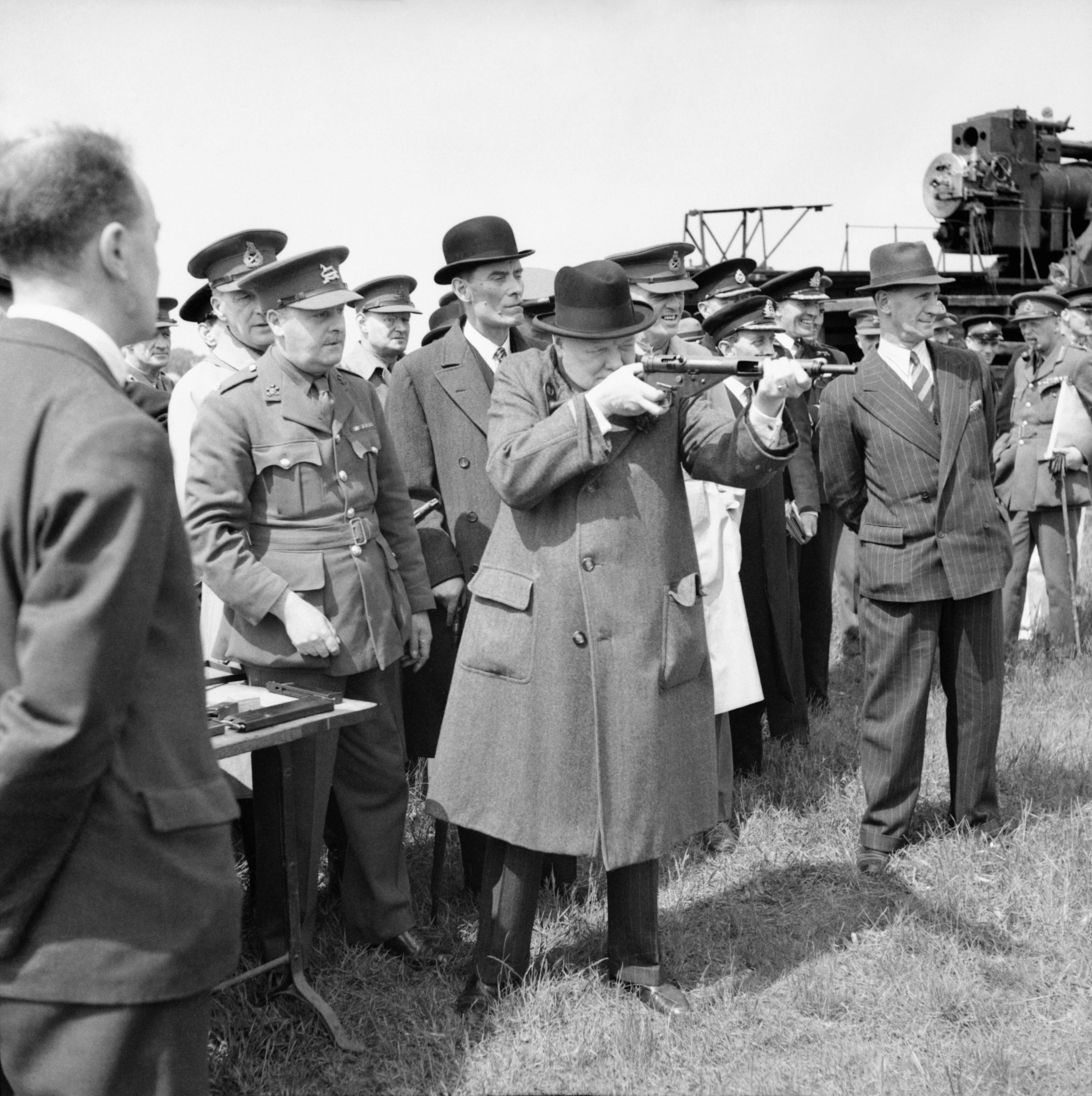
Churchill thử ngắm bắn một khẩu tiểu liên Sten vào tháng 6 năm 1941. Người đứng bên phải, mặc complê sọc nhỏ và đội mũ fedora, là Walter H. Thompson, cận vệ của Churchill.

#### Thành lập chính phủ thời chiến
Vào tháng 5, phần lớn Đảng Bảo thủ và Công Đảng vẫn rất ngờ vực về vai trò lãnh đạo của Churchill. Chamberlain là thủ lĩnh Đảng Bảo thủ cho tới tháng 10, khi sức khỏe suy sụp khiến ông phải từ chức. Tại thời điểm đó, Churchill đã chiếm được cảm tình của nhiều thành phần nghi kỵ và sự kế thừa vai trò lãnh đạo đảng của Churchill được coi là thể thức.
Ông khởi đầu nhiệm kỳ thủ tướng đầu tiên của mình với việc thành lập nội các thời chiến gồm năm thành viên: Chamberlain giữ chức Viện trưởng Viện Cơ mật, Clement Attlee giữ chức Quốc khanh ấn triện cơ mật (sau giữ chức Phó Thủ tướng), Halifax giữ chức Ngoại trưởng và Arthur Greenwood giữ chức Bộ trưởng không bộ. Trên thực tế, năm thành viên này được cố vấn tăng cường bởi các thủ trưởng tham mưu và các bộ trưởng tham dự phần lớn các cuộc họp. Bên cạnh đó, nội các liên tục thay đổi suốt cuộc chiến và không có con số thành viên cố định. Đáp lại các chỉ trích trước đó về vấn đề thiếu vắng một vị trí bộ trưởng trung ương nhằm điều hành chiến sự, Churchill đã lập ra và giữ luôn chức Bộ trưởng Quốc phòng, khiến ông trở thành vị thủ tướng nắm giữ nhiều quyền lực nhất trong lịch sử Anh Quốc. Churchill cũng bổ nhiệm thêm các chuyên gia bên ngoài để thực hiện trọn vẹn các chức năng trọng yếu của chính phủ, nhất là đối với Mặt trận Hậu phương. Trong số những nhân vật được trọng dụng gồm có Ngài Beaverbrook và Frederick Lindemann, cả hai đều trở thành những cố vấn khoa học thời chiến.

#### Cương quyết kháng chiến
Cuối tháng 5, trước cuộc thoái lui về Dunkirk của Lực lượng Viễn chinh Anh và nguy cơ nước Pháp thất thủ kề cận, Halifax đề nghị chính phủ cân nhắc đi đến một hòa ước với Đức thông qua trung gian là Mussolini. Từ 26-28 tháng 5, các phiên họp cao cấp liên tiếp được chủ trì, trong đó có hai phiên với sự góp mặt của thủ tưởng Pháp Paul Reynaud. Churchill quyết liệt chủ chiến, ngay cả nếu Pháp đầu hàng, song chỉ khi Chamberlain ủng hộ ông thì cả thảy nội các mới thuận theo. Churchill được sự ủng hộ của hai thành viên nội các Công Đảng nhưng biết rõ rằng Chamberlain và Halifax mới là hai mắt xích quan trọng nhất. Rốt cuộc, thông qua đồng thuận của nội các bên ngoài, Churchill nẫng tay trên của Halifax và chiếm được sự ủng hộ của Chamberlain. Churchill tin rằng lựa chọn duy nhất của nước Anh là tiếp tục kháng chiến; tài hùng biện của ông đã thuyết phục công chúng bác bỏ quan điểm về việc đi đến hòa bình, đồng thời chuẩn bị tinh thần cho nhân dân Anh chịu đựng cuộc chiến dai dẳng ở phía trước – Jenkins nhận xét rằng các bài diễn văn của Churchill "là một niềm cảm hứng cho nhân dân, và là một sự giải phóng xúc cảm [catharsis] cho chính Churchill".

### Từ Trân Châu Cảng tới Ngày D: tháng 12 năm 1941 – tháng 6 năm 1944

#### Trận Trân Châu Cảng và sự tham chiến của Hoa Kỳ
Vào hai ngày 7–8 tháng 12 năm 1941, Nhật tấn công Trân Châu Cảng và xâm lược Mã Lai. Vào ngày 8, Churchill tuyên chiến với Nhật. Ba ngày sau, Đức và Ý tuyên chiến với Hoa Kỳ. Cùng tháng đó, Churchill gặp mặt Roosevelt tại Hội nghị Washington lần một (mật danh Arcadia) để thảo luận về vấn đề ưu tiên chiến thắng ở châu Âu trước các nỗ lực chiến tranh ở Thái Bình Dương. Người Mỹ đồng ý với Churchill rằng Hitler là kẻ thù chính và sự chiến bại của Đức là chìa khóa chiến thắng của Đồng minh. Họ cũng đồng tình rằng cuộc tấn công phối hợp đầu tiên giữa Anh và Hoa Kỳ sẽ được thực hiện trong Chiến dịch Bó đuốc, một phần của cuộc càn quét Bắc Phi thuộc Pháp (nay là Algeri và Ma-rốc). Ban đầu chiến dịch được ấn định vào mùa hè năm 1942, song phải tận cuối năm 1942 thì trận El Alamein lần hai mới mở màn.
Ngày 26 tháng 12, Churchill phát biểu trước Quốc hội Hoa Kỳ. Đêm hôm đó, ông bị đau tim nhẹ và được bác sĩ Sir Charles Wilson (sau là Lord Moran) chẩn đoán mắc bệnh thoái hóa mạch vành. Tuy được khuyên phải nghỉ ngơi lấy sức, ông tiếp tục hành trình sang Ottawa hai ngày sau bằng tàu hỏa, nơi ông phát biểu trước Nghị viện Canada.

#### Singapore thất thủ, đánh mất Miến Điện và nạn đói Bengal
Churchill đã có sẵn quan ngại về chất lượng lính Anh như có thể thấy tại các trận chiến trước đó tại Na Uy, Pháp, Hy Lạp và Crete. Theo sau sự thất thủ của Singapore trước quân Nhật vào ngày 15 tháng 2 năm 1942, ông đã phải thừa nhận rằng: "(đây là) thảm họa tồi tệ nhất và cuộc đầu hàng lớn nhất trong lịch sử quân sự Anh quốc". Tin xấu lại ập đến vào ngày 11 tháng 2 sau khi Kriegsmarine thực hiện thành công cuộc "Vượt Kênh" qua mắt Hạm đội Anh. Những sự biến này đã có tác động hết sức lớn đối với nhuệ khí của Churchill.

## Qua đời
Năm 1963, Tổng thống Mỹ John F. Kennedy đã trao tặng giải Công Dân Danh Dự Hoa Kỳ cho Churchill. Vì già yếu, Churchill không dự được buổi lễ ở Nhà Trắng, con và cháu ông thay mặt nhận giải.
Churchill sống trong âm thầm những năm cuối cuộc đời. Ông và người con trai (Randolph Churchill) không hàn gắn được mối liên hệ khúc mắc giữa hai người. Con gái trưởng là Diana tự vẫn vào mùa thu 1963; con gái thứ Sarah ngày càng nghiện rượu hơn. Trong lễ đại thọ 90 tuổi của ông vào tháng 11 năm 1964, ông đứng trước cửa sổ nhà số 28 Cửa Hyde Park (Luân Đôn) cho phóng viên chụp ảnh. Ông trông già nua và thiểu não.
Ngày 15 tháng 1 năm 1965, Churchill một lần nữa bị tắc nghẽn mạch máu não và mê man. Ông mất tại tư gia chín ngày sau đó, vào lúc sau tám giờ sáng ngày Chủ Nhật 24 tháng 1 năm 1965, hưởng thọ 91 tuổi.

## Gia đình và dòng họ

### Hôn nhân và con cái
Churchill kết hôn với bà Clementine Hozier vào tháng 9 năm 1908. Hôn nhân của hai người họ bền vững suốt 57 năm. Churchill nhận thức rõ sự nghiệp chính trị của ông ảnh hưởng thế nào đến mối quan hệ vợ chồng. Theo nhà sử học Colville, ông có lẽ đã từng ngoại tình với Doris Castlerosse vào khoảng những năm 1930, song điều này bị bác bỏ bởi Andrew Roberts.
Người con đầu lòng của gia đình Churchill, Diana, chào đời tháng 7 năm 1909. Người con thứ hai, Randolph, chào đời tháng 5 năm 1911. Người con thứ ba, Sarah, chào đời tháng 10 năm 1914, và người con thứ tư, Marigold, chào đời tháng 11 năm 1918. Marigold qua đời vào tháng 8 năm 1921 do nhiễm trùng họng, được chôn cất tại Nghĩa trang Kensal Green. Mặc dù thi hài của bé được di dời đến sân nhà thờ Bladon vào năm 2019 cùng nơi an nghỉ của gia đình, hiện vẫn có một cột đá cenotaph tưởng niệm được dựng ở Kensal Green. Người con cuối của Churchill, Mary, chào đời ngày 15 tháng 9 năm 1922. Cùng tháng đó, gia đình Churchill mua dinh thự Chartwell và sống ở đây đến khi Winston qua đời vào năm 1965. Theo Jenkins, Churchill là một "người cha yêu thương và nhiệt tình" song đặt nặng kỳ vọng vào con cái.

### Phả hệ
| \| \| \| \| \| \| \| \| \| \| \| 8. George Spencer-Churchill, Đệ lục Bá tước Marlborough \| \| \| \| \| \| \| \| \| \| \| \| \| \| \| \| \| \| \| \| \| \| \| \| \| \| \| \| \| \| \| \| \| \| \| \| \| \| \| \| \| \| \| \| \| \| \| \| \| \| \| 4. John Spencer-Churchill, Đệ thất Bá tước Marlborough \| \| \| \| \| \| \| \| \| \| \| \| \| \| \| \| \| \| \| \| \| \| \| \| \| \| \| \| \| \| \| \| \| \| \| \| \| \| \| \| \| \| \| \| \| \| \| \| \| \| \| \| \| \| \| \| \| \| \| \| 9. Lady Jane Stewart \| \| \| \| \| \| \| \| \| \| \| \| \| \| \| \| \| \| \| \| \| \| \| \| \| \| \| \| \| \| \| \| \| \| \| \| \| \| \| \| \| \| \| \| \| \| \| \| \| \| \| \| \| \| \| \| \| \| \| \| 2. Lord Randolph Churchill \| \| \| \| \| \| \| \| \| \| \| \| \| \| \| \| \| \| \| \| \| \| \| \| \| \| \| \| \| \| \| \| \| \| \| \| \| \| \| \| \| \| \| \| \| \| \| \| \| \| \| \| \| \| \| \| \| \| \| \| 10. Charles Vane, Đệ tam Nữ Bá tước Londonderry \| \| \| \| \| \| \| \| \| \| \| \| \| \| \| \| \| \| \| \| \| \| \| \| \| \| \| \| \| \| \| \| \| \| \| \| \| \| \| \| \| \| \| \| \| \| \| \| \| \| \| \| \| \| \| \| \| \| \| \| 5. Lady Frances Anne Vane \| \| \| \| \| \| \| \| \| \| \| \| \| \| \| \| \| \| \| \| \| \| \| \| \| \| \| \| \| \| \| \| \| \| \| \| \| \| \| \| \| \| \| \| \| \| \| \| \| \| \| \| \| \| \| \| \| \| \| \| 11. Frances Anne Vane-Tempest \| \| \| \| \| \| \| \| \| \| \| \| \| \| \| \| \| \| \| \| \| \| \| \| \| \| \| \| \| \| \| \| \| \| \| \| \| \| \| \| \| \| \| \| \| \| \| \| \| \| \| \| \| \| \| \| \| \| \| \| 1. Winston Churchill \| \| \| \| \| \| \| \| \| \| \| \| \| \| \| \| \| \| \| \| \| \| \| \| \| \| \| \| \| \| \| \| \| \| \| \| \| \| \| \| \| \| \| \| \| \| \| \| \| \| \| \| \| \| \| \| \| \| \| \| 12. Isaac Jerome \| \| \| \| \| \| \| \| \| \| \| \| \| \| \| \| \| \| \| \| \| \| \| \| \| \| \| \| \| \| \| \| \| \| \| \| \| \| \| \| \| \| \| \| \| \| \| \| \| \| \| \| \| \| \| \| \| \| \| \| 6. Leonard Jerome \| \| \| \| \| \| \| \| \| \| \| \| \| \| \| \| \| \| \| \| \| \| \| \| \| \| \| \| \| \| \| \| \| \| \| \| \| \| \| \| \| \| \| \| \| \| \| \| \| \| \| \| \| \| \| \| \| \| \| \| 13. Aurora Murray \| \| \| \| \| \| \| \| \| \| \| \| \| \| \| \| \| \| \| \| \| \| \| \| \| \| \| \| \| \| \| \| \| \| \| \| \| \| \| \| \| \| \| \| \| \| \| \| \| \| \| \| \| \| \| \| \| \| \| \| 3. Jennie Jerome \| \| \| \| \| \| \| \| \| \| \| \| \| \| \| \| \| \| \| \| \| \| \| \| \| \| \| \| \| \| \| \| \| \| \| \| \| \| \| \| \| \| \| \| \| \| \| \| \| \| \| \| \| \| \| \| \| \| \| \| 14. Ambrose Hall \| \| \| \| \| \| \| \| \| \| \| \| \| \| \| \| \| \| \| \| \| \| \| \| \| \| \| \| \| \| \| \| \| \| \| \| \| \| \| \| \| \| \| \| \| \| \| \| \| \| \| \| \| \| \| \| \| \| \| \| 7. Clarissa Hall \| \| \| \| \| \| \| \| \| \| \| \| \| \| \| \| \| \| \| \| \| \| \| \| \| \| \| \| \| \| \| \| \| \| \| \| \| \| \| \| \| \| \| \| \| \| \| \| \| \| \| \| \| \| \| \| \| \| \| \| 15. Clarissa Willcox \| \| \| \| \| \| \| \| \| \| \| \| \| \| \| \| \| \| \| \| \| \| \| \| \| \| \| \| \| \| \| \| \| \| \| \| \| \| \| \| \| \| \| |                                                        |  |  |  |  |  |  |  |  |                                                         |  |  |  |
| |                                                        |  |  |  |  |  |  |  |  | 8. George Spencer-Churchill, Đệ lục Bá tước Marlborough |  |  |  |
| |                                                        |  |  |  |  |  |  |  |  |                                                         |  |  |  |
| |                                                        |  |  |  |  |  |  |  |  |                                                         |  |  |  |
| |                                                        |  |  |  |  |  |  |  |  |                                                         |  |  |  |
| | 4. John Spencer-Churchill, Đệ thất Bá tước Marlborough |  |  |  |  |  |  |  |  |                                                         |  |  |  |
| |                                                        |  |  |  |  |  |  |  |  |                                                         |  |  |  |
| |                                                        |  |  |  |  |  |  |  |  |                                                         |  |  |  |
| |                                                        |  |  |  |  |  |  |  |  |                                                         |  |  |  |
| | 9. Lady Jane Stewart                                   |  |  |  |  |  |  |  |  |                                                         |  |  |  |
| |                                                        |  |  |  |  |  |  |  |  |                                                         |  |  |  |
| |                                                        |  |  |  |  |  |  |  |  |                                                         |  |  |  |
| |                                                        |  |  |  |  |  |  |  |  |                                                         |  |  |  |
| | 2. Lord Randolph Churchill                             |  |  |  |  |  |  |  |  |                                                         |  |  |  |
| |                                                        |  |  |  |  |  |  |  |  |                                                         |  |  |  |
| |                                                        |  |  |  |  |  |  |  |  |                                                         |  |  |  |
| |                                                        |  |  |  |  |  |  |  |  |                                                         |  |  |  |
| | 10. Charles Vane, Đệ tam Nữ Bá tước Londonderry        |  |  |  |  |  |  |  |  |                                                         |  |  |  |
| |                                                        |  |  |  |  |  |  |  |  |                                                         |  |  |  |
| |                                                        |  |  |  |  |  |  |  |  |                                                         |  |  |  |
| |                                                        |  |  |  |  |  |  |  |  |                                                         |  |  |  |
| | 5. Lady Frances Anne Vane                              |  |  |  |  |  |  |  |  |                                                         |  |  |  |
| |                                                        |  |  |  |  |  |  |  |  |                                                         |  |  |  |
| |                                                        |  |  |  |  |  |  |  |  |                                                         |  |  |  |
| |                                                        |  |  |  |  |  |  |  |  |                                                         |  |  |  |
| | 11. Frances Anne Vane-Tempest                          |  |  |  |  |  |  |  |  |                                                         |  |  |  |
| |                                                        |  |  |  |  |  |  |  |  |                                                         |  |  |  |
| |                                                        |  |  |  |  |  |  |  |  |                                                         |  |  |  |
| |                                                        |  |  |  |  |  |  |  |  |                                                         |  |  |  |
| | 1. Winston Churchill                                   |  |  |  |  |  |  |  |  |                                                         |  |  |  |
| |                                                        |  |  |  |  |  |  |  |  |                                                         |  |  |  |
| |                                                        |  |  |  |  |  |  |  |  |                                                         |  |  |  |
| |                                                        |  |  |  |  |  |  |  |  |                                                         |  |  |  |
| | 12. Isaac Jerome                                       |  |  |  |  |  |  |  |  |                                                         |  |  |  |
| |                                                        |  |  |  |  |  |  |  |  |                                                         |  |  |  |
| |                                                        |  |  |  |  |  |  |  |  |                                                         |  |  |  |
| |                                                        |  |  |  |  |  |  |  |  |                                                         |  |  |  |
| | 6. Leonard Jerome                                      |  |  |  |  |  |  |  |  |                                                         |  |  |  |
| |                                                        |  |  |  |  |  |  |  |  |                                                         |  |  |  |
| |                                                        |  |  |  |  |  |  |  |  |                                                         |  |  |  |
| |                                                        |  |  |  |  |  |  |  |  |                                                         |  |  |  |
| | 13. Aurora Murray                                      |  |  |  |  |  |  |  |  |                                                         |  |  |  |
| |                                                        |  |  |  |  |  |  |  |  |                                                         |  |  |  |
| |                                                        |  |  |  |  |  |  |  |  |                                                         |  |  |  |
| |                                                        |  |  |  |  |  |  |  |  |                                                         |  |  |  |
| | 3. Jennie Jerome                                       |  |  |  |  |  |  |  |  |                                                         |  |  |  |
| |                                                        |  |  |  |  |  |  |  |  |                                                         |  |  |  |
| |                                                        |  |  |  |  |  |  |  |  |                                                         |  |  |  |
| |                                                        |  |  |  |  |  |  |  |  |                                                         |  |  |  |
| | 14. Ambrose Hall                                       |  |  |  |  |  |  |  |  |                                                         |  |  |  |
| |                                                        |  |  |  |  |  |  |  |  |                                                         |  |  |  |
| |                                                        |  |  |  |  |  |  |  |  |                                                         |  |  |  |
| |                                                        |  |  |  |  |  |  |  |  |                                                         |  |  |  |
| | 7. Clarissa Hall                                       |  |  |  |  |  |  |  |  |                                                         |  |  |  |
| |                                                        |  |  |  |  |  |  |  |  |                                                         |  |  |  |
| |                                                        |  |  |  |  |  |  |  |  |                                                         |  |  |  |
| |                                                        |  |  |  |  |  |  |  |  |                                                         |  |  |  |
| | 15. Clarissa Willcox                                   |  |  |  |  |  |  |  |  |                                                         |  |  |  |
| |                                                        |  |  |  |  |  |  |  |  |                                                         |  |  |  |
| |                                                        |  |  |  |  |  |  |  |  |                                                         |  |  |  |

### Dẫn nguồn
1. ↑  Price 2009, tr. 12.
2. ↑  Jenkins 2001, tr. 5.
3. ↑  Gilbert 1991, tr. 1; Jenkins 2001, tr. 3, 5.
4. ↑  Gilbert 1991, tr. 1; Best 2001, tr. 3; Jenkins 2001, tr. 4; Robbins 2014, tr. 2.
5. ↑  Best 2001, tr. 4; Jenkins 2001, tr. 5–6; Addison 2005, tr. 7.
6. ↑  Gilbert 1991, tr. 1; Addison 2005, tr. 9.
7. ↑  Gilbert 1991, tr. 2; Jenkins 2001, tr. 7; Addison 2005, tr. 10.
8. ↑  Jenkins 2001, tr. 8.
9. ↑  Gilbert 1991, tr. 2–3; Jenkins 2001, tr. 10; Reagles & Larsen 2013, tr. 8.
10. ↑  Best 2001, tr. 6.
11. ↑  Gilbert 1991, tr. 3–5; Haffner 2003, tr. 12; Addison 2005, tr. 10.
12. ↑  Gilbert 1991, tr. 6–8; Haffner 2003, tr. 12–13.
13. ↑  Gilbert 1991, tr. 17–19.
14. ↑  Gilbert 1991, tr. 22; Jenkins 2001, tr. 19.
15. ↑  Gilbert 1991, tr. 32–33, 37; Jenkins 2001, tr. 20; Haffner 2003, tr. 15.
16. ↑  Gilbert 1991, tr. 37; Jenkins 2001, tr. 20–21.
17. ↑  Gilbert 1991, tr. 48–49; Jenkins 2001, tr. 21; Haffner 2003, tr. 32.
18. ↑  Haffner 2003, tr. 18.
19. ↑  Gilbert 1991, tr. 51; Jenkins 2001, tr. 21.
20. ↑  Gilbert 1991, tr. 62; Jenkins 2001, tr. 28.
21. ↑  Gilbert 1991, tr. 56, 58–60; Jenkins 2001, tr. 28–29; Robbins 2014, tr. 14–15.
22. 1 2 3 4 5 6 7 8 9 10 11  Herbert G. Nicholas, Winston Churchill tại Encyclopædia Britannica (tiếng Anh)
23. ↑  Gilbert 1991, tr. 57.
24. ↑  Jenkins 2001, tr. 23–24; Haffner 2003, tr. 19.
25. ↑  Gilbert 1991, tr. 67–68; Jenkins 2001, tr. 24–25; Haffner 2003, tr. 19.
26. ↑  Reagles & Larsen 2013, tr. 8.
27. ↑  Haffner 2003, tr. 32; Reagles & Larsen 2013, tr. 8.
28. ↑  Gilbert 1991, tr. 102.
29. ↑  Jenkins 2001, tr. 26.
30. ↑  Gilbert 1991, tr. 69; Jenkins 2001, tr. 27.
31. ↑  Gilbert 1991, tr. 69, 71; Jenkins 2001, tr. 27.
32. ↑  Gilbert 1991, tr. 70.
33. ↑  Gilbert 1991, tr. 72, 75; Jenkins 2001, tr. 29–31.
34. ↑  Gilbert 1991, tr. 79, 81–82; Jenkins 2001, tr. 31–32; Haffner 2003, tr. 21–22.
35. ↑  Addison 1980, tr. 31; Gilbert 1991, tr. 81; Jenkins 2001, tr. 32–34.
36. ↑  Jenkins 2001, tr. 819.
37. ↑  Gilbert 1991, tr. 89–90; Jenkins 2001, tr. 35, 38–39; Haffner 2003, tr. 21.
38. ↑  Gilbert 1991, tr. 91–98; Jenkins 2001, tr. 39–41.
39. ↑  Addison 1980, tr. 32; Gilbert 1991, tr. 98–99; Jenkins 2001, tr. 41.
40. ↑  Jenkins 2001, tr. 41–44.
41. ↑  Haffner 2003, tr. x.
42. ↑  Jenkins 2001, tr. 42.
43. ↑  Gilbert 1991, tr. 103–104; Jenkins 2001, tr. 45–46; Haffner 2003, tr. 23.
44. ↑  Gilbert 1991, tr. 104.
45. ↑  Gilbert 1991, tr. 105; Jenkins 2001, tr. 47.
46. ↑  Ridgway, Athelstan, biên tập (1950). Everyman's Encyclopaedia Volume Nine: Maps to Nyasa . London: J.M. Dent & Sons Ltd. tr. 390. Truy cập ngày 11 tháng 11 năm 2020.
47. ↑  Gilbert 1991, tr. 105–106; Jenkins 2001, tr. 50.
48. ↑  Gilbert 1991, tr. 107–110.
49. ↑  Gilbert 1991, tr. 111–113; Jenkins 2001, tr. 52–53; Haffner 2003, tr. 25.
50. ↑  Gilbert 1991, tr. 115–120; Jenkins 2001, tr. 55–62.
51. ↑  Gilbert 1991, tr. 121; Jenkins 2001, tr. 61.
52. ↑  Gilbert 1991, tr. 121–122; Jenkins 2001, tr. 61–62.
53. ↑  Gilbert 1991, tr. 123–124, 126–129; Jenkins 2001, tr. 62.
54. ↑  Gilbert 1991, tr. 125.
55. ↑  Jenkins 2001, tr. 63.
56. ↑  Gilbert 1991, tr. 128–131.
57. ↑  Gilbert 1991, tr. 135–136.
58. ↑  Gilbert 1991, tr. 136.
59. ↑  Jenkins 2001, tr. 65.
60. ↑  Gilbert 1991, tr. 136–138; Jenkins 2001, tr. 68–70.
61. ↑  Gilbert 1991, tr. 141.
62. ↑  Gilbert 1991, tr. 139; Jenkins 2001, tr. 71–73.
63. ↑  Rhodes James 1970, tr. 16; Jenkins 2001, tr. 76–77.
64. ↑  Gilbert 1991, tr. 141–144; Jenkins 2001, tr. 74–75.
65. ↑  Gilbert 1991, tr. 144.
66. ↑  Gilbert 1991, tr. 145.
67. ↑  Gilbert 1991, tr. 150.
68. ↑  Gilbert 1991, tr. 151–152.
69. ↑  Rhodes James 1970, tr. 22.
70. 1 2  Gilbert 1991, tr. 162.
71. ↑  Gilbert 1991, tr. 153.
72. ↑  Gilbert 1991, tr. 152, 154.
73. ↑  Gilbert 1991, tr. 157.
74. ↑  Gilbert 1991, tr. 160; Jenkins 2001, tr. 84.
75. ↑  Gilbert 1991, tr. 173–174; Jenkins 2001, tr. 103.
76. ↑  Gilbert 1991, tr. 174, 176.
77. ↑  Gilbert 1991, tr. 175; Jenkins 2001, tr. 109.
78. ↑  Rhodes James 1970, tr. 16; Gilbert 1991, tr. 175.
79. ↑  Gilbert 1991, tr. 171; Jenkins 2001, tr. 100.
80. ↑  Jenkins 2001, tr. 102–103.
81. ↑  Gilbert 1991, tr. 172.
82. ↑  Rhodes James 1970, tr. 23; Gilbert 1991, tr. 174; Jenkins 2001, tr. 104.
83. ↑  Jenkins 2001, tr. 104–105.
84. ↑  Gilbert 1991, tr. 174; Jenkins 2001, tr. 105.
85. ↑  Gilbert 1991, tr. 176; Jenkins 2001, tr. 113–115, 120.
86. ↑  Gilbert 1991, tr. 182.
87. ↑  Gilbert 1991, tr. 177.
88. ↑  Gilbert 1991, tr. 177; Jenkins 2001, tr. 111–113.
89. ↑  Gilbert 1991, tr. 183.
90. ↑  Rhodes James 1970, tr. 33; Gilbert 1991, tr. 194; Jenkins 2001, tr. 129.
91. ↑  Jenkins 2001, tr. 129.
92. ↑  Gilbert 1991, tr. 194–195; Jenkins 2001, tr. 130.
93. ↑  Gilbert 1991, tr. 195; Jenkins 2001, tr. 130–131.
94. ↑  Gilbert 1991, tr. 198-200; Jenkins 2001, tr. 139–142.
95. ↑  Gilbert 1991, tr. 204–205; Jenkins 2001, tr. 203.
96. ↑  Gilbert 1991, tr. 195.
97. ↑  Gilbert 1991, tr. 200.
98. ↑  Jenkins 2001, tr. 143.
99. ↑  Gilbert 1991, tr. 193–194.
100. ↑  Gilbert 1991, tr. 196.
101. ↑  Gilbert 1991, tr. 203–204; Jenkins 2001, tr. 150.
102. ↑  Gilbert 1991, tr. 204; Jenkins 2001, tr. 150–151.
103. ↑  Gilbert 1991, tr. 201; Jenkins 2001, tr. 151.
104. ↑  Jenkins 2001, tr. 154–157; Toye 2007, tr. 54–55.
105. ↑  Gilbert 1991, tr. 198–199; Jenkins 2001, tr. 154–155.
106. ↑  Jenkins 2001, tr. 157–159.
107. ↑  Gilbert 1991, tr. 205, 210; Jenkins 2001, tr. 164.
108. ↑  Gilbert 1991, tr. 206.
109. ↑  Gilbert 1991, tr. 211; Jenkins 2001, tr. 167.
110. ↑  Jenkins 2001, tr. 167–168.
111. ↑  Gilbert 1991, tr. 216–217.
112. ↑  Moritz 1958, tr. 429; Gilbert 1991, tr. 211; Jenkins 2001, tr. 169.
113. ↑  Moritz 1958, tr. 428–429; Gilbert 1991, tr. 212; Jenkins 2001, tr. 179.
114. ↑  Moritz 1958, tr. 434; Gilbert 1991, tr. 212.
115. ↑  Gilbert 1991, tr. 212; Jenkins 2001, tr. 181.
116. ↑  Moritz 1958, tr. 434; Gilbert 1991, tr. 215.
117. ↑  Moritz 1958, tr. 434; Gilbert 1991, tr. 212; Jenkins 2001, tr. 181.
118. ↑  Gilbert 1991, tr. 213.
119. ↑  Moritz 1958, tr. 433; Gilbert 1991, tr. 213–214.
120. ↑  Jenkins 2001, tr. 183.
121. ↑  Gilbert 1991, tr. 221–222.
122. 1 2  Jenkins 2001, tr. 186.
123. 1 2 3  Gilbert 1991, tr. 221.
124. ↑  Gilbert 1991, tr. 219; Jenkins 2001, tr. 195.
125. ↑  Gilbert 1991, tr. 219; Jenkins 2001, tr. 198.
126. ↑  Gilbert 1991, tr. 220.
127. ↑  Jenkins 2001, tr. 199.
128. ↑  Rhodes James 1970, tr. 38.
129. ↑  Gilbert 1991, tr. 222; Jenkins 2001, tr. 190–191, 193.
130. ↑  Gilbert 1991, tr. 222; Jenkins 2001, tr. 194.
131. 1 2  Gilbert 1991, tr. 224; Jenkins 2001, tr. 195.
132. ↑  Gilbert 1991, tr. 224.
133. ↑  Gilbert 1991, tr. 239; Jenkins 2001, tr. 205; Bell 2011, tr. 335.
134. ↑  Gilbert 1991, tr. 249; Jenkins 2001, tr. 207.
135. ↑  Gilbert 1991, tr. 23.
136. ↑  Gilbert 1991, tr. 243; Bell 2011, tr. 336.
137. ↑  Gilbert 1991, tr. 247.
138. ↑  Gilbert 1991, tr. 242; Bell 2011, tr. 249–251.
139. ↑  Gilbert 1991, tr. 240.
140. ↑  Gilbert 1991, tr. 251.
141. ↑  Gilbert 1991, tr. 253–254; Bell 2011, tr. 342–343.
142. ↑  Gilbert 1991, tr. 260–261.
143. ↑  Gilbert 1991, tr. 256; Jenkins 2001, tr. 233.
144. ↑  Rhodes James 1970, tr. 44–45; Gilbert 1991, tr. 249–250; Jenkins 2001, tr. 233–234.
145. 1 2  O'Brien 1989, tr. 68.
146. ↑  Rhodes James 1970, tr. 47–49; Gilbert 1991, tr. 256–257.
147. ↑  Gilbert 1991, tr. 257–258.
148. ↑  Gilbert 1991, tr. 277.
149. ↑  Gilbert 1991, tr. 277–279.
150. ↑  Gilbert 1991, tr. 279.
151. 1 2  Gilbert 1991, tr. 285.
152. ↑  Rhodes James 1970, tr. 62; Gilbert 1991, tr. 282–285; Jenkins 2001, tr. 249.
153. ↑  Rhodes James 1970, tr. 62; Gilbert 1991, tr. 286; Jenkins 2001, tr. 250–251.
154. ↑  Rhodes James 1970, tr. 62.
155. ↑  Gilbert 1991, tr. 289.
156. ↑  Gilbert 1991, tr. 293, 298–99.
157. ↑  Rhodes James 1970, tr. 64–67; Gilbert 1991, tr. 291–292; Jenkins 2001, tr. 255, 261.
158. ↑  Rhodes James 1970, tr. 72–74; Gilbert 1991, tr. 304, 310.
159. ↑  Rhodes James 1970, tr. 78; Gilbert 1991, tr. 309.
160. ↑  Rhodes James 1970, tr. 79; Gilbert 1991, tr. 316–316; Jenkins 2001, tr. 273–274.
161. ↑  Gilbert 1991, tr. 319–320; Jenkins 2001, tr. 276.
162. ↑  Gilbert 1991, tr. 328.
163. ↑  Gilbert 1991, tr. 329–332.
164. ↑  Gilbert 1991, tr. 340–341.
165. ↑  "No. 29520". The London Gazette (Supplement). ngày 24 tháng 3 năm 1916. tr. 3260.
166. ↑  Gilbert 1991, tr. 342–245.
167. ↑  Gilbert 1991, tr. 346.
168. ↑  Green, David (1980). Guide to Blenheim Palace. Blenheim Palace, Oxfordshire: The Blenheim Estate Office. tr. 17.
169. ↑  Gilbert 1991, tr. 360.
170. ↑  "No. 29753". The London Gazette (Supplement). ngày 16 tháng 9 năm 1916. tr. 9100.
171. ↑  Gilbert 1991, tr. 361, 364–365.
172. 1 2  Churchill 1927.
173. ↑  Rhodes James 1970, tr. 86; Gilbert 1991, tr. 361, 363, 367.
174. ↑  Rhodes James 1970, tr. 89; Gilbert 1991, tr. 366, 370.
175. ↑  Gilbert 1991, tr. 373.
176. ↑  Rhodes James 1970, tr. 90; Gilbert 1991, tr. 374.
177. ↑  Gilbert 1991, tr. 376, 377.
178. ↑  Gilbert 1991, tr. 392–393.
179. ↑  Gilbert 1991, tr. 379–380.
180. 1 2 3  Gilbert 1991, tr. 403.
181. ↑  Rhodes James 1970, tr. 91; Gilbert 1991, tr. 403.
182. 1 2  Gilbert 1991, tr. 404.
183. ↑  Rhodes James 1970, tr. 100; Gilbert 1991, tr. 404–405.
184. ↑  Rhodes James 1970, tr. 101; Gilbert 1991, tr. 406.
185. ↑  Gilbert 1991, tr. 406–407.
186. ↑  Gilbert 1991, tr. 401.
187. ↑  Rhodes James 1970, tr. 105–106; Gilbert 1991, tr. 411.
188. ↑  Rhodes James 1970, tr. 102, 104; Gilbert 1991, tr. 405.
189. ↑  Gilbert 1991, tr. 411–412.
190. ↑  Rhodes James 1970, tr. 123; Gilbert 1991, tr. 420.
191. ↑  Rhodes James 1970, tr. 126–127; Gilbert 1991, tr. 422, 425; Jordan 1995, tr. 70–75.
192. ↑  Gilbert 1991, tr. 424–425; Douglas 2009, tr. 861.
193. ↑  Gilbert 1991, tr. 428.
194. 1 2  Gilbert 1991, tr. 431.
195. ↑  Gilbert 1991, tr. 438, 439.
196. ↑  Brooks, Richard (ngày 28 tháng 2 năm 2016). "Churchill's torment over death of two year old daughter laid bare". The Times. Truy cập ngày 27 tháng 1 năm 2022.
197. ↑  Gilbert 1991, tr. 441.
198. ↑  Rhodes James 1970, tr. 133; Gilbert 1991, tr. 432–434.
199. ↑  Gilbert 1991, tr. 435.
200. ↑  Gilbert 1991, tr. 437.
201. ↑  Gilbert 1991, tr. 450.
202. ↑  Gilbert 1991, tr. 456.
203. ↑  Jenkins 2001, tr. 376.
204. ↑  "No. 32766". The London Gazette (Supplement). ngày 10 tháng 11 năm 1922. tr. 8017.
205. ↑  Picknett, Lynn, Prince, Clive, Prior, Stephen & Brydon, Robert (2002). War of the Windsors: A Century of Unconstitutional Monarchy, p. 78. Mainstream Publishing. ISBN 1-84018-631-3.
206. ↑  Picknett, et al., p. 75.
207. ↑  Picknett, et al., pp. 149–150.
208. ↑  Jenkins 2001, tr. 590.
209. ↑  Blake & Louis 1993, tr. 249, 252–255.
210. ↑  Jenkins 2001, tr. 587–588.
211. ↑  Hermiston 2016, tr. 26–29.
212. ↑  Jenkins 2001, tr. 714–715.
213. ↑  Blake & Louis 1993, tr. 264, 270–271.
214. ↑  Hermiston 2016, tr. 41.
215. ↑  Jenkins 2001, tr. 599.
216. ↑  Jenkins 2001, tr. 602–603.
217. ↑  Jenkins 2001, tr. 611–612.
218. ↑  Jenkins 2001, tr. 667.
219. ↑  Jenkins 2001, tr. 670.
220. ↑  Jenkins 2001, tr. 677–678.
221. 1 2  Jenkins 2001, tr. 681.
222. ↑  Glueckstein, Fred (ngày 10 tháng 11 năm 2015). "Churchill and the Fall of Singapore". International Churchill Society (ICS). London: Bloomsbury Publishing plc. Truy cập ngày 22 tháng 5 năm 2020.
223. ↑  Gilbert 1991, tr. 200; Jenkins 2001, tr. 140.
224. ↑  Gilbert 1991, tr. 199.
225. ↑  Gilbert 1991, tr. 207.
226. ↑  Doward, Jamie (ngày 25 tháng 2 năm 2018). "Revealed: secret affair with a socialite that nearly wrecked Churchill's career". The Guardian. London. Truy cập ngày 25 tháng 2 năm 2018.
227. ↑  Roberts 2018, tr. 385–387.
228. ↑  Gilbert 1991, tr. 205; Jenkins 2001, tr. 203.
229. ↑  Gilbert 1991, tr. 227; Jenkins 2001, tr. 203.
230. ↑  Soames 2012, tr. 13.
231. ↑  Gilbert 1991, tr. 439.
232. ↑  Freeman 2019.
233. ↑  Soames 1998, tr. 262.
234. ↑  Jenkins 2001, tr. 209.
235. ↑  Churchill 1966, tr. 13-16.